# Arhitectura Clujului
Arhitectura Clujului este compusă din clădiri și monumente din fiecare perioadă istorică, începând cu Evul Mediu până în secolul XXI, din antichitate păstrându-se numai ruine. Clujul deține un amplu ansamblu de monumente istorice, edificate în stiluri diverse, care au adus urbei supranumele de Oraș Comoară. Dintre cele mai vechi se numără fortificațiile medievale, lăcașurile de cult gotice din timpul Regatului Ungariei, sau casele, palatele și bisericile în stil renascentist și baroc, construite în timpul Monarhiei Habsburgice. În secole XIX și XX au fost ridicate edificii în stil eclectic, neoclasic sau Art Nouveau, iar după al Doilea Război Mondial, a devenit dominant stilul realismului socialist și brutalist.
Pe teritoriul Clujului au fost făcute numeroase descoperiri arheologice din epoci diferite, de la cea neolitică (la Gura Baciului) până la cea feudală timpurie (mormintele maghiare din Piața Libertății).

## Arhitectura antică

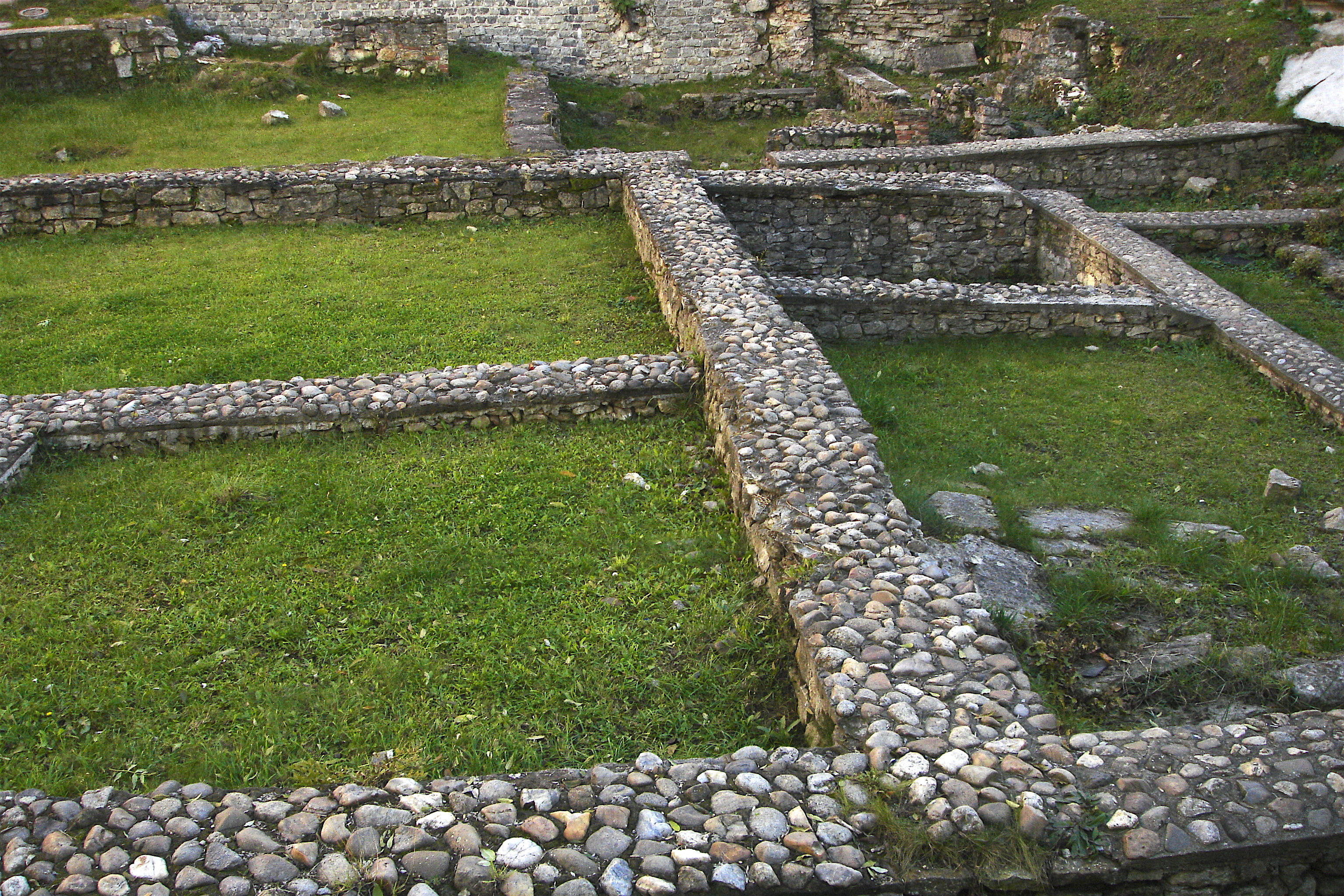
Ruinele castrului roman din Piața Unirii

În cartierul Someșeni-Băi a fost descoperită o așezare dacică, identificabilă poate cu Napoca antică. Cele mai important descoperiri (inscripții, monumente, sculpturi etc) datează din epoca romană, când Napoca ocupa centrul actualului oraș. Așezare romană, important centru meșteșugăresc și comercial din care au fost identificate vestigii fragmentate de edificii monumentale: temple, palate, locuințe, dobândește sub Hadrian rangul de municipiu și devine capitală a Daciei Porolissensis, iar sub Marcus Aurelius sau Commodus devine colonie.

## Evul mediu

### Arhitectură civilă și religioasă

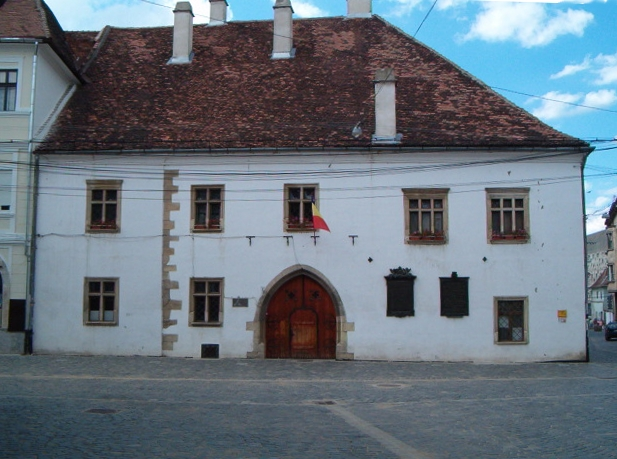
Casa Matia (sec. XV), gotic
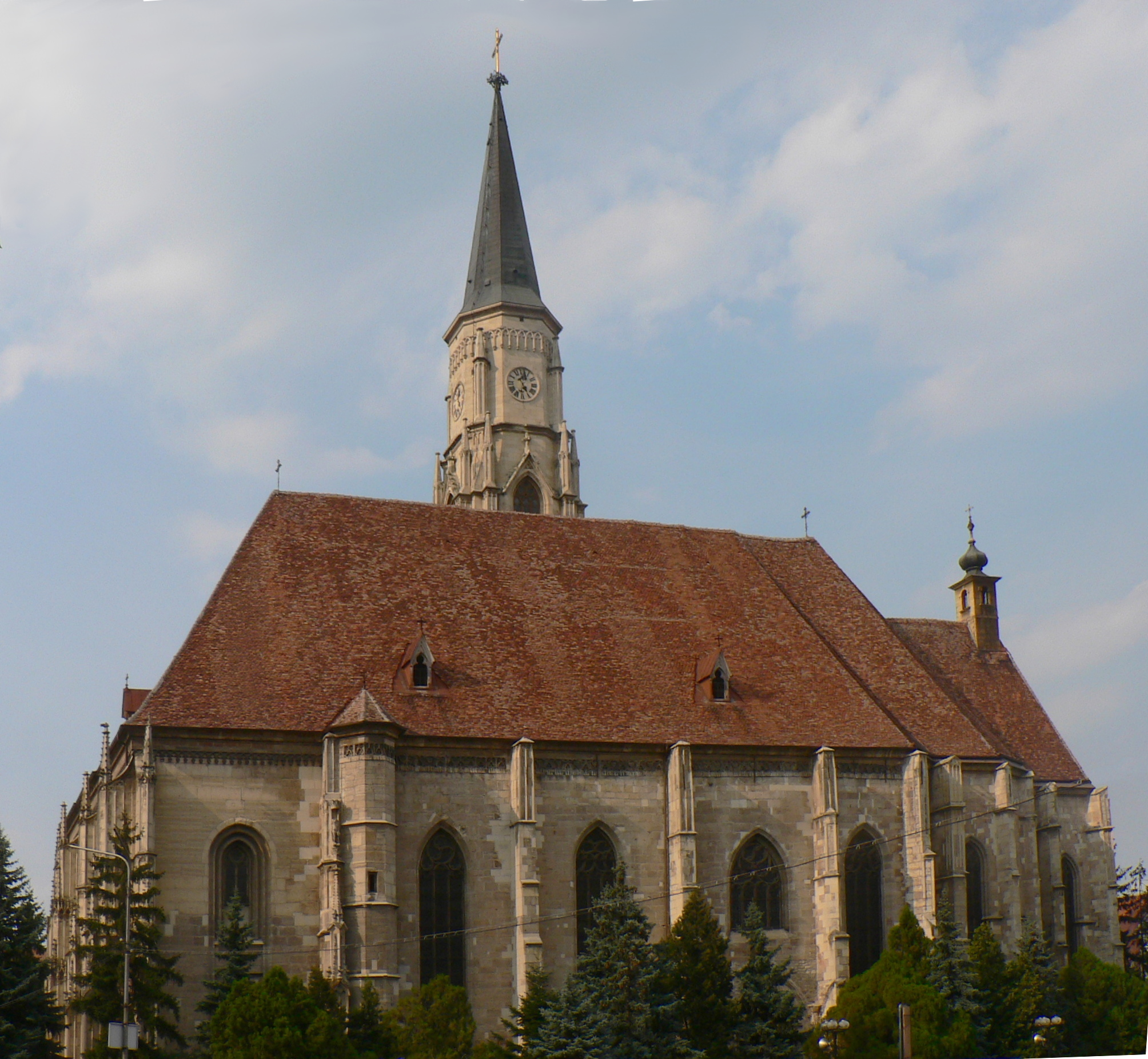
Biserica Sf. Mihail (1316-1390), gotic
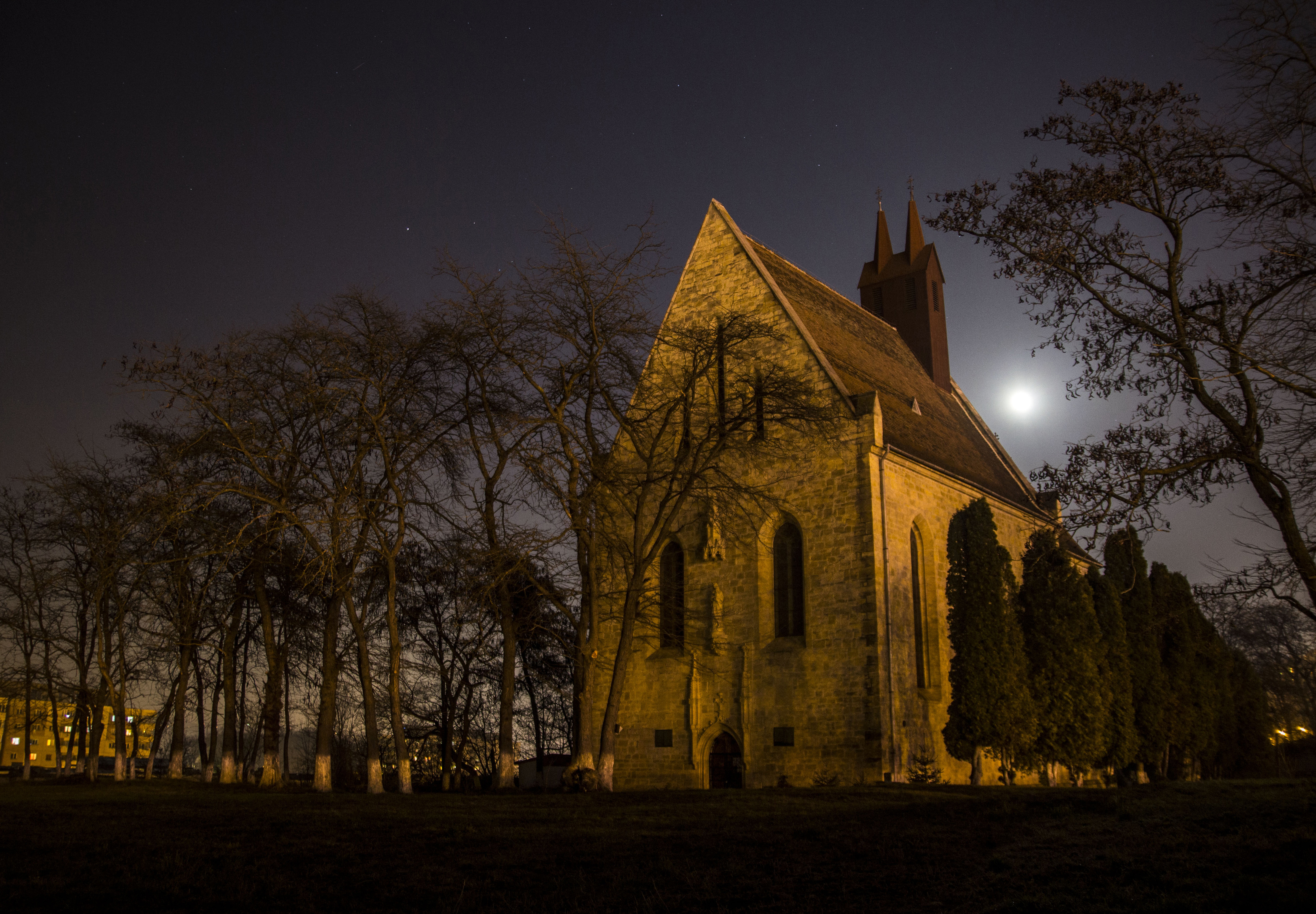
Biserica Calvaria (sec. XIV), gotic
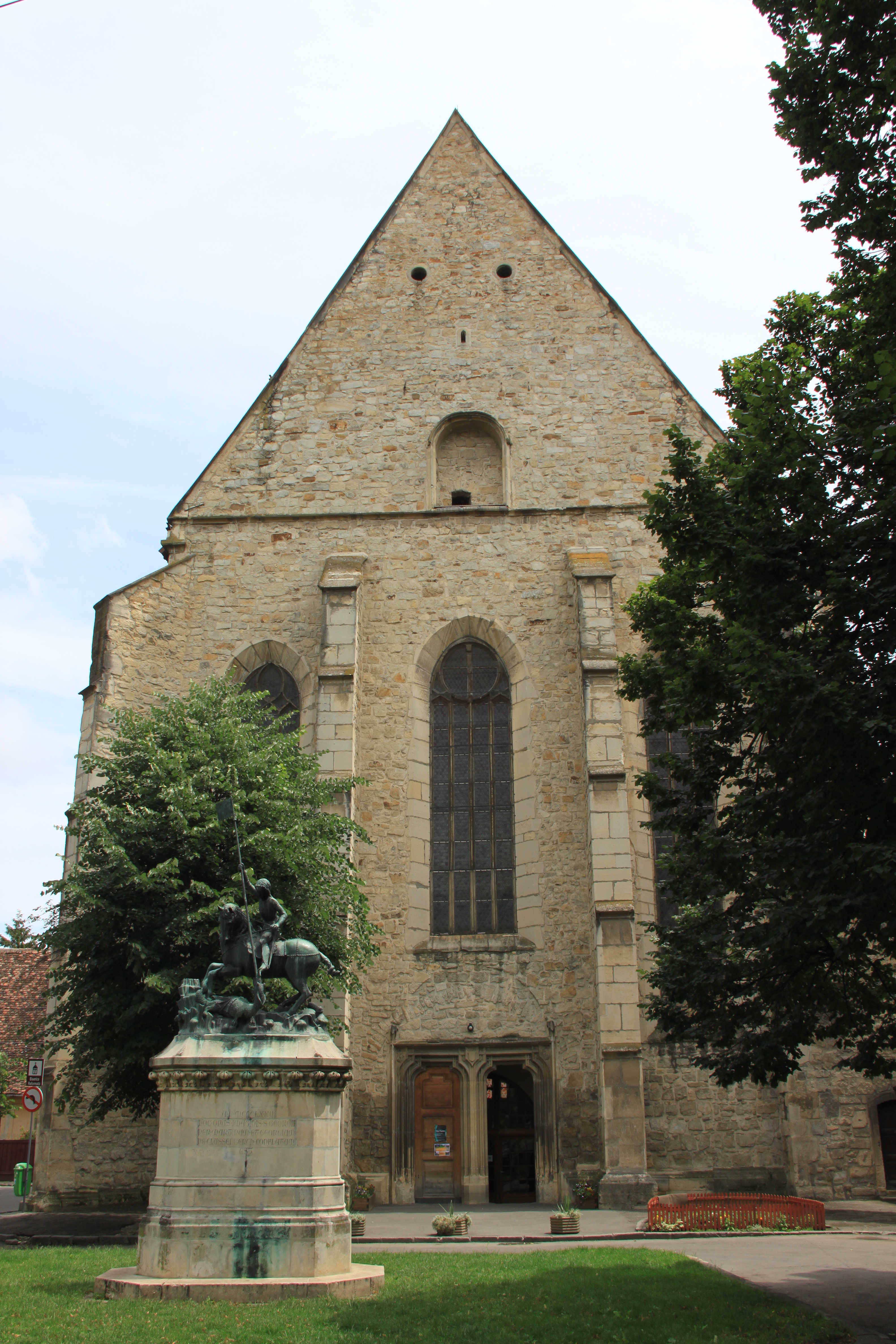
Biserica Reformată Calvină (1486-1510), gotic

### Fortificații

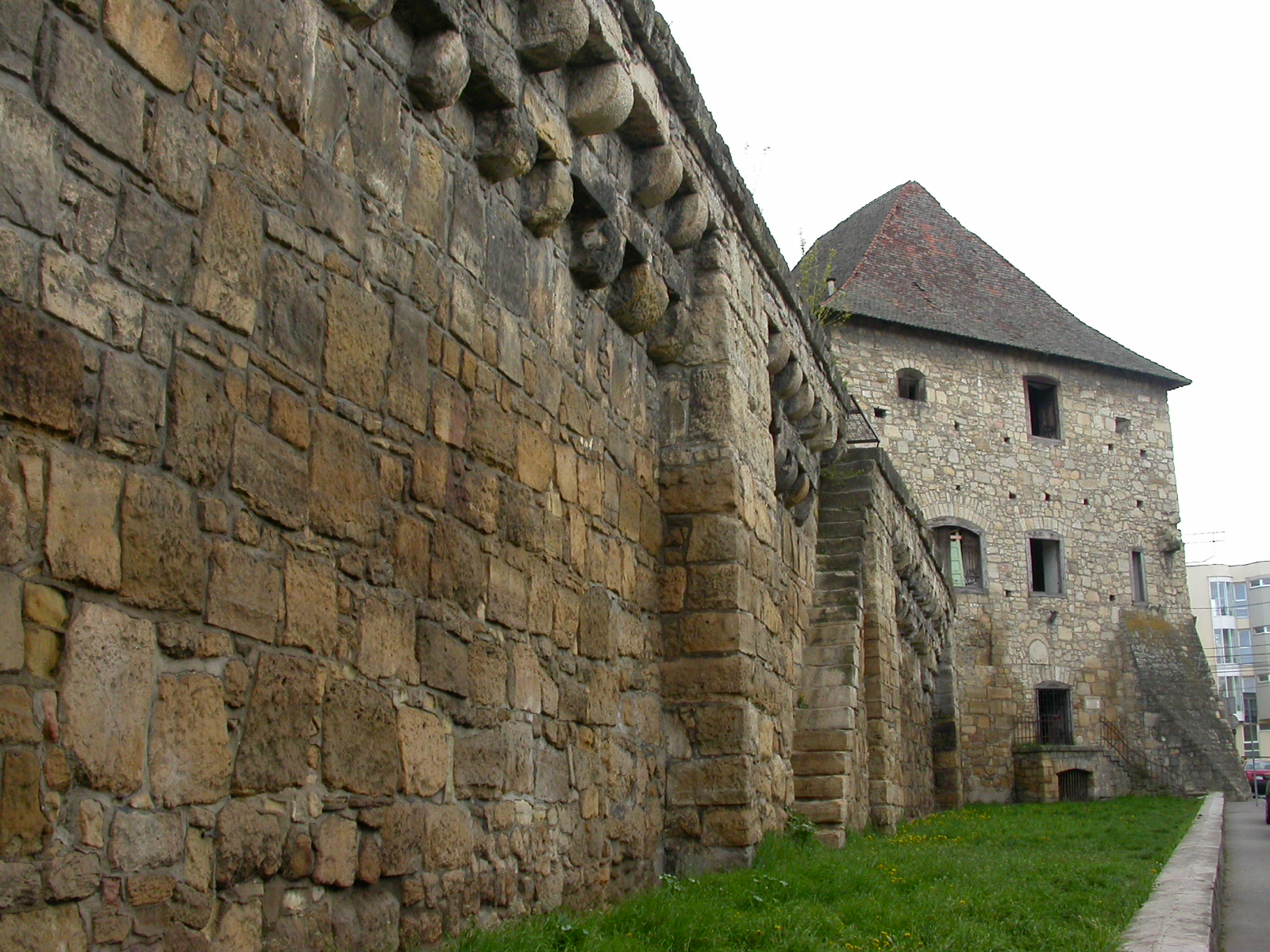
Bastionul Croitorilor
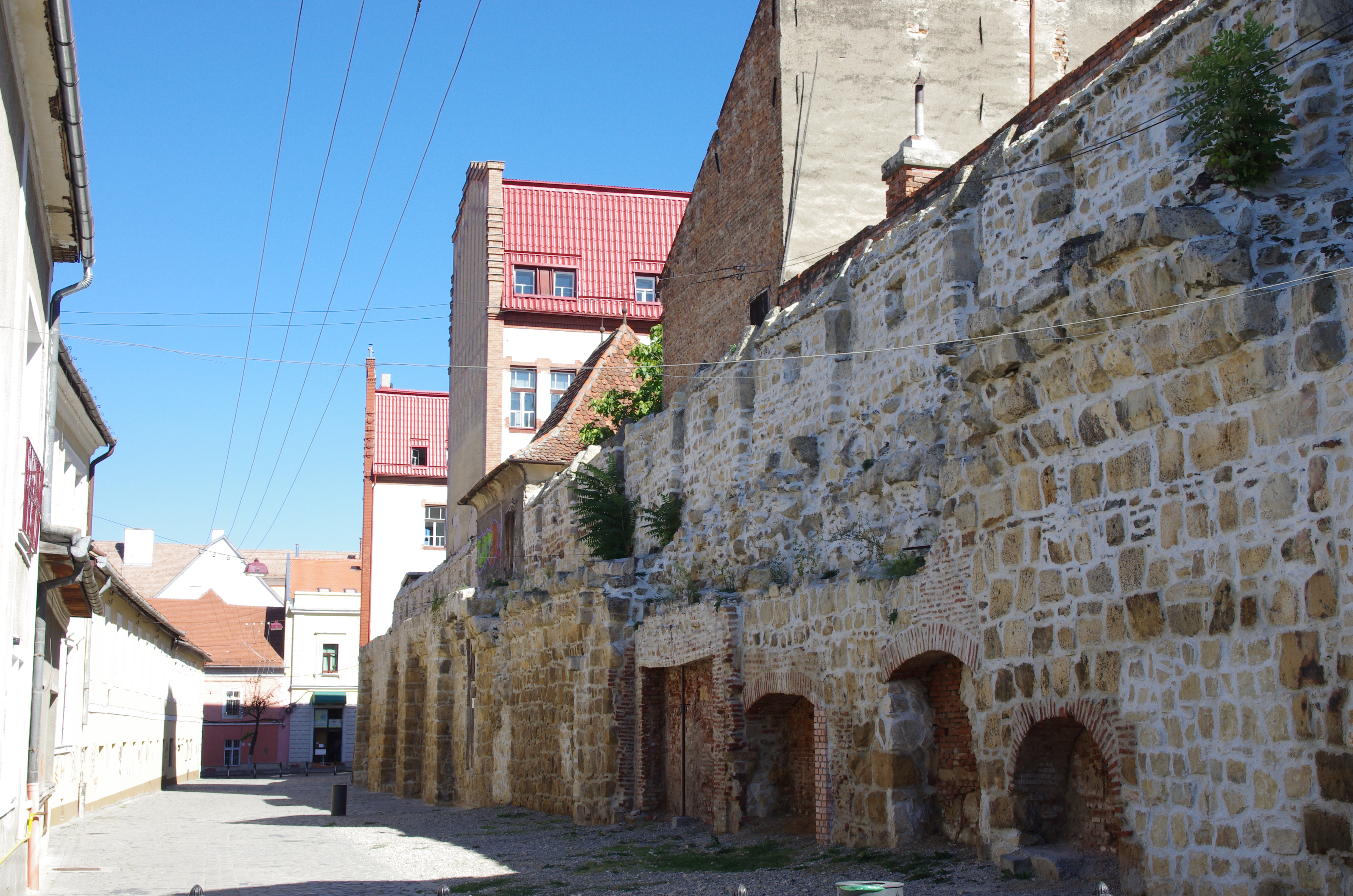
Bastionul Postăvarilor
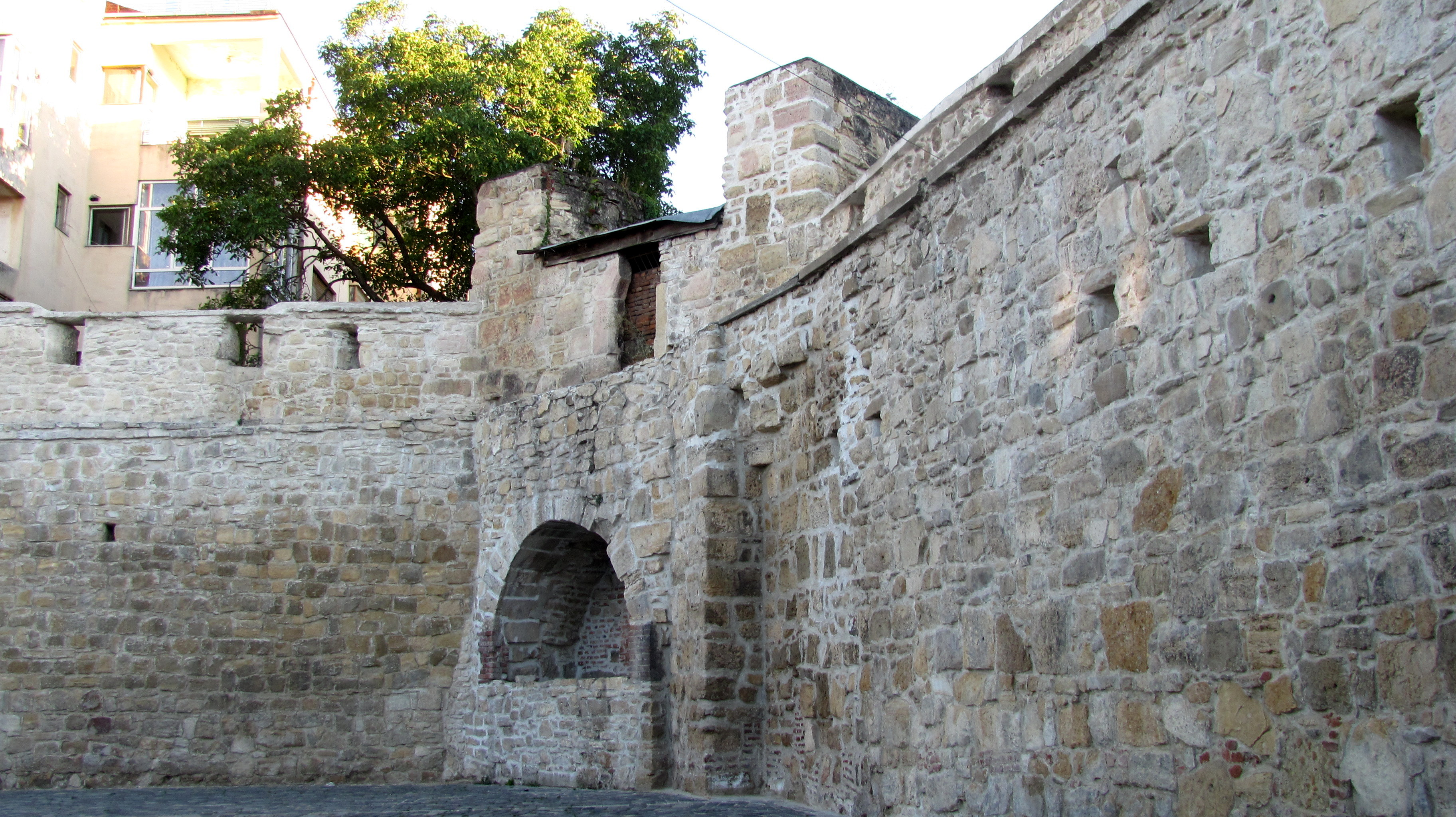
Bastionului Pantofarilor (ruină)
Bastionul Aurarilor (demolat)
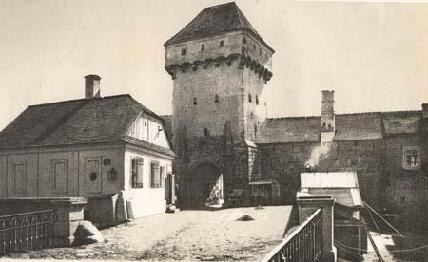
Turn de poartă, Strada Podului (demolat 1868)
Turn de poartă, Strada Ungurilor (demolat 1872)
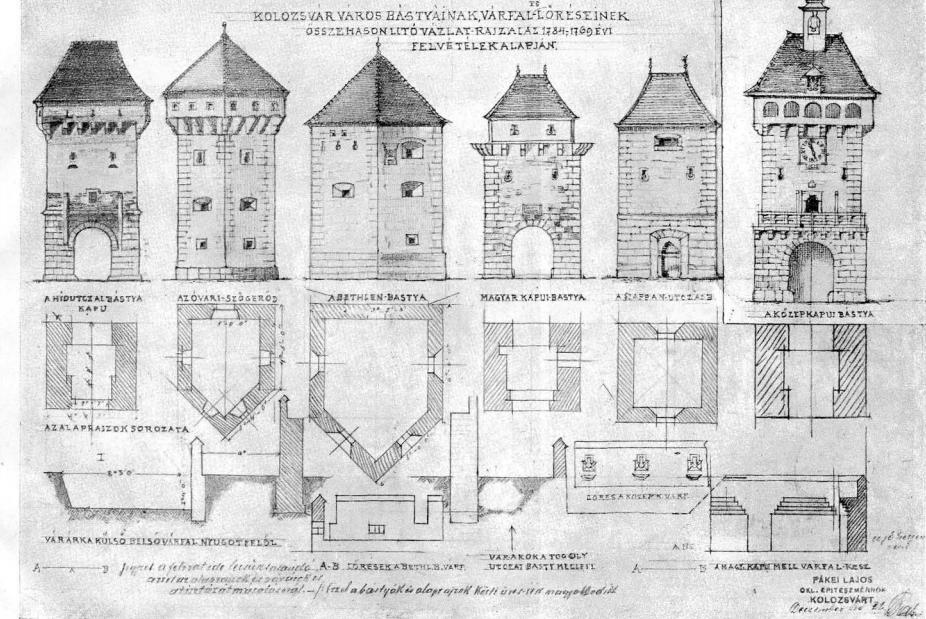
Schițe ale fortificațiilor, secolul XIX, Lajos Pákey

O parte din zidurile de apărare a cetății medievale a Clujului există și în prezent, împreună cu o parte din bastioanele breslelor, dintre care sunt semnificative Bastionul Croitorilor și Turnul Lăcătușilor.

## Secolele XVII și  XVIII

### Arhitectura militară

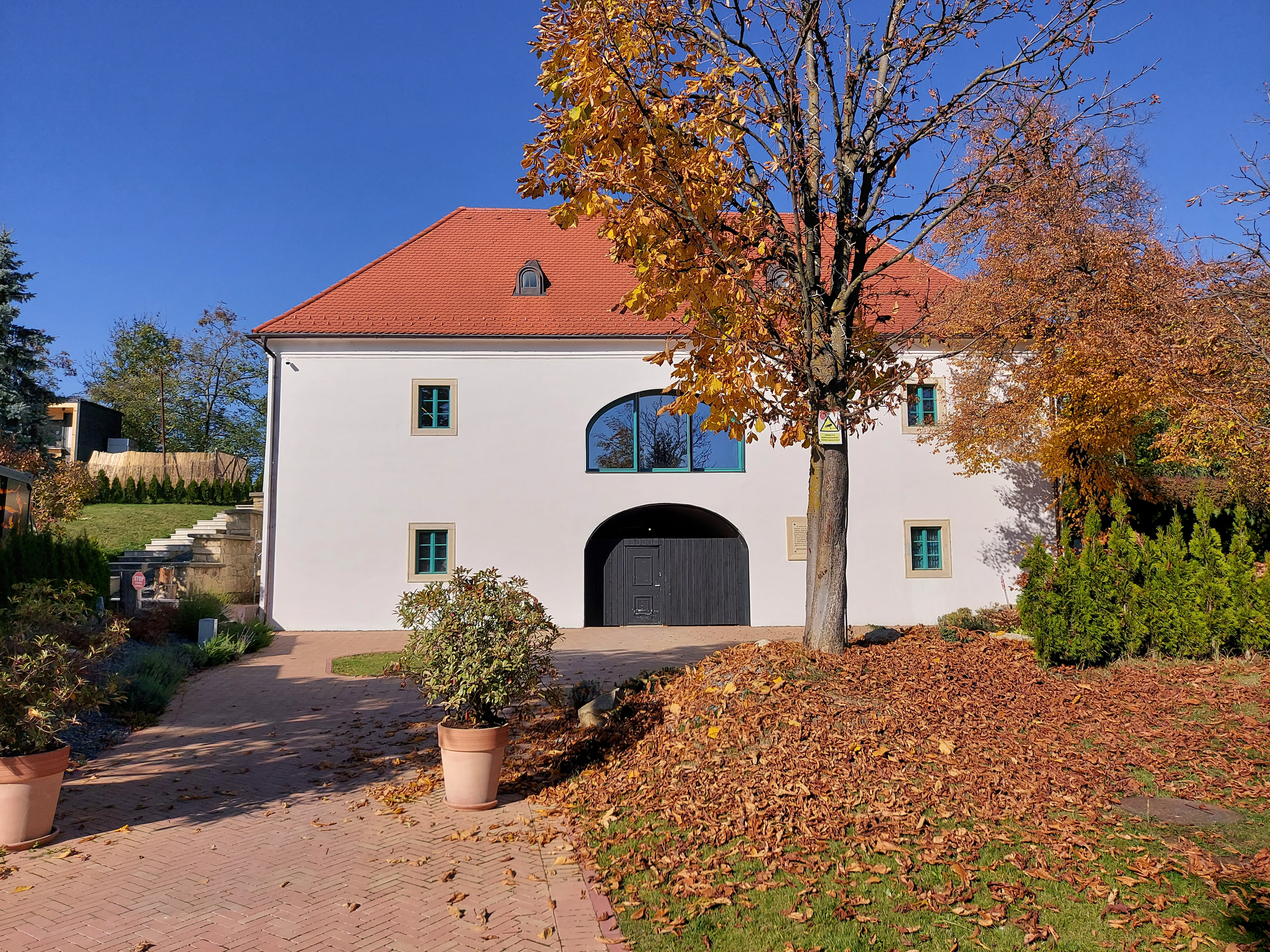
Cetățuia: Poarta vieneză
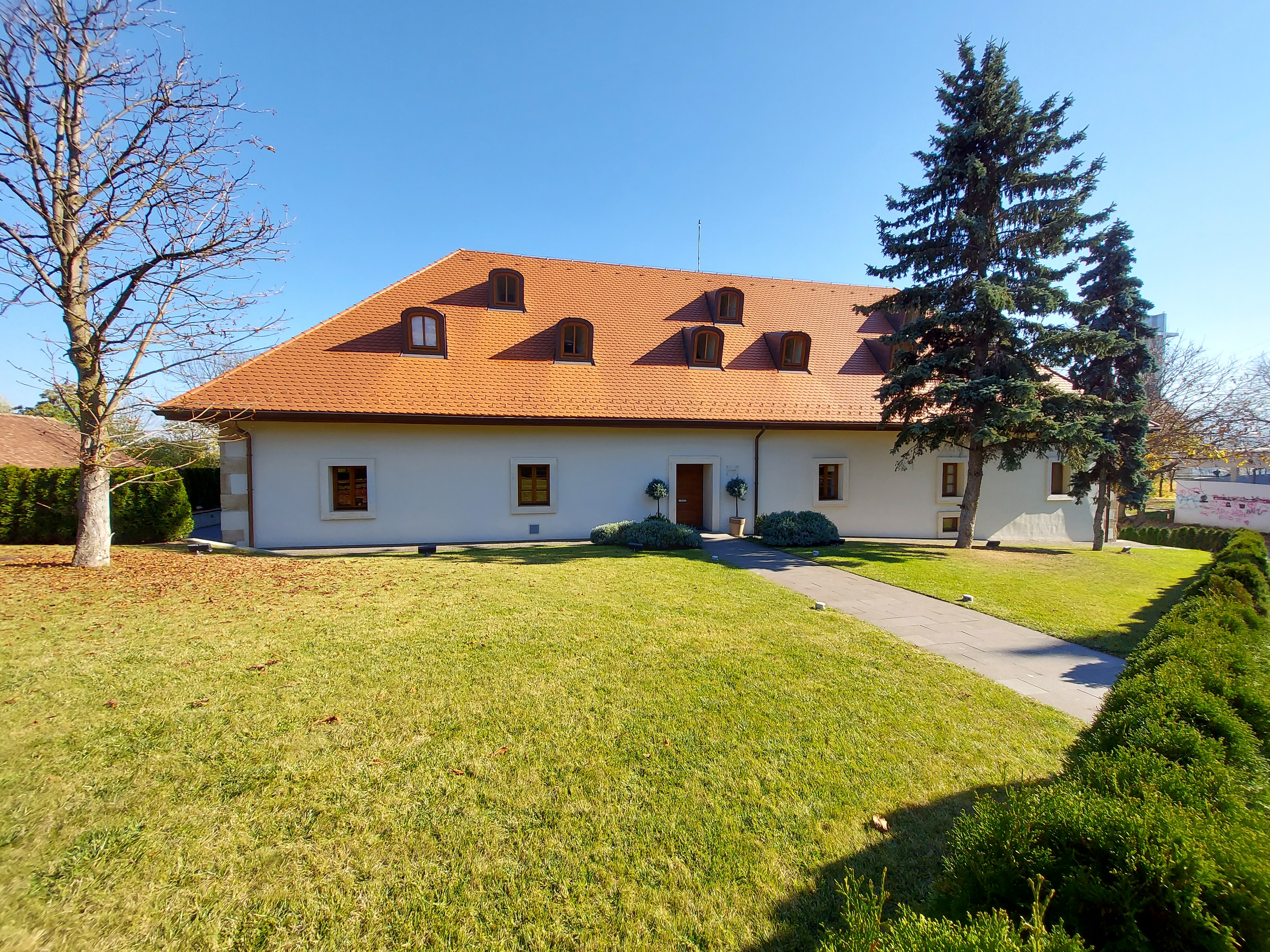
Cetățuia: fostul depozit de praf de pușcă
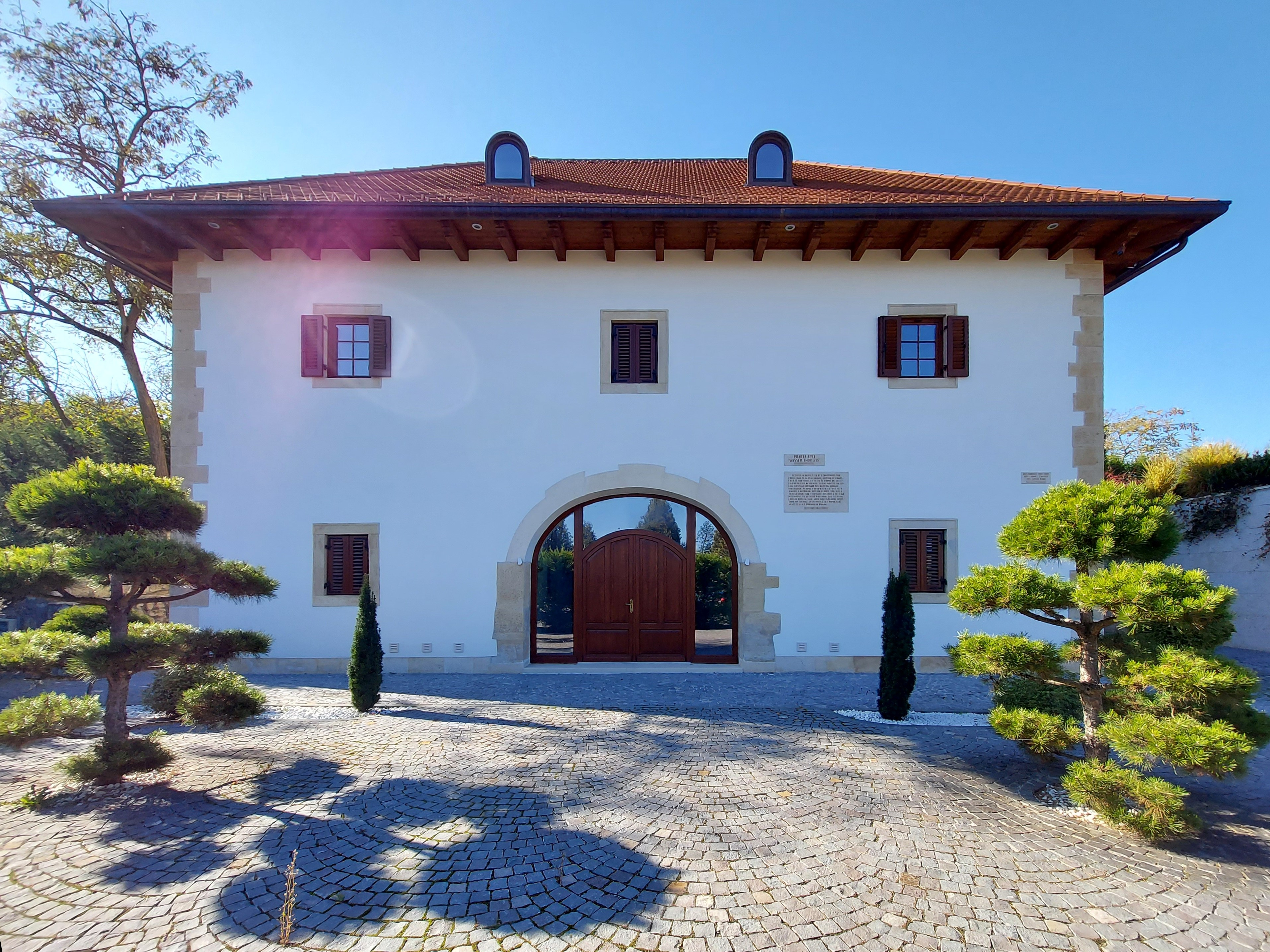
Cetățuia: Poarta de vest

### Arhitectura religioasă

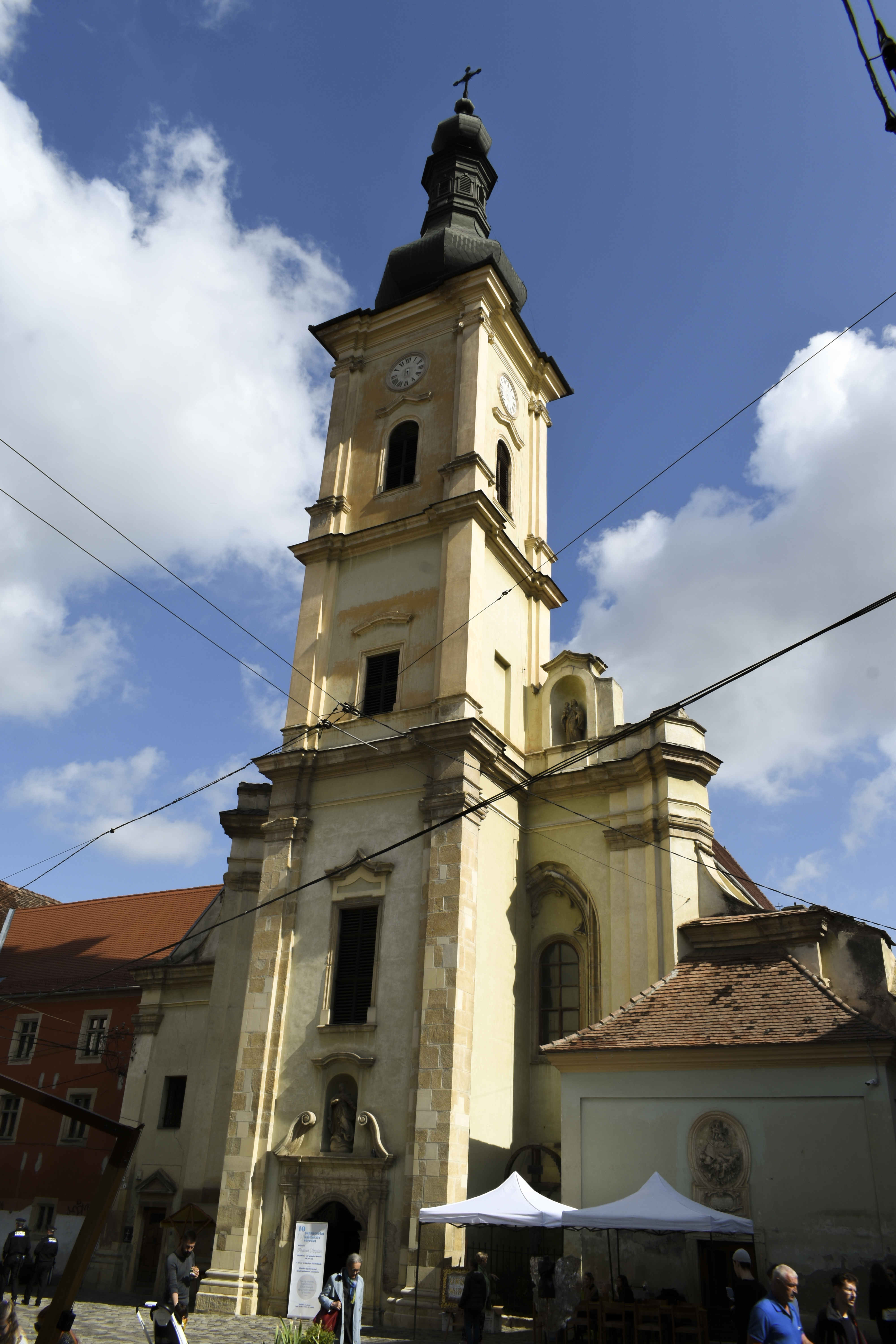
Biserica Franciscană
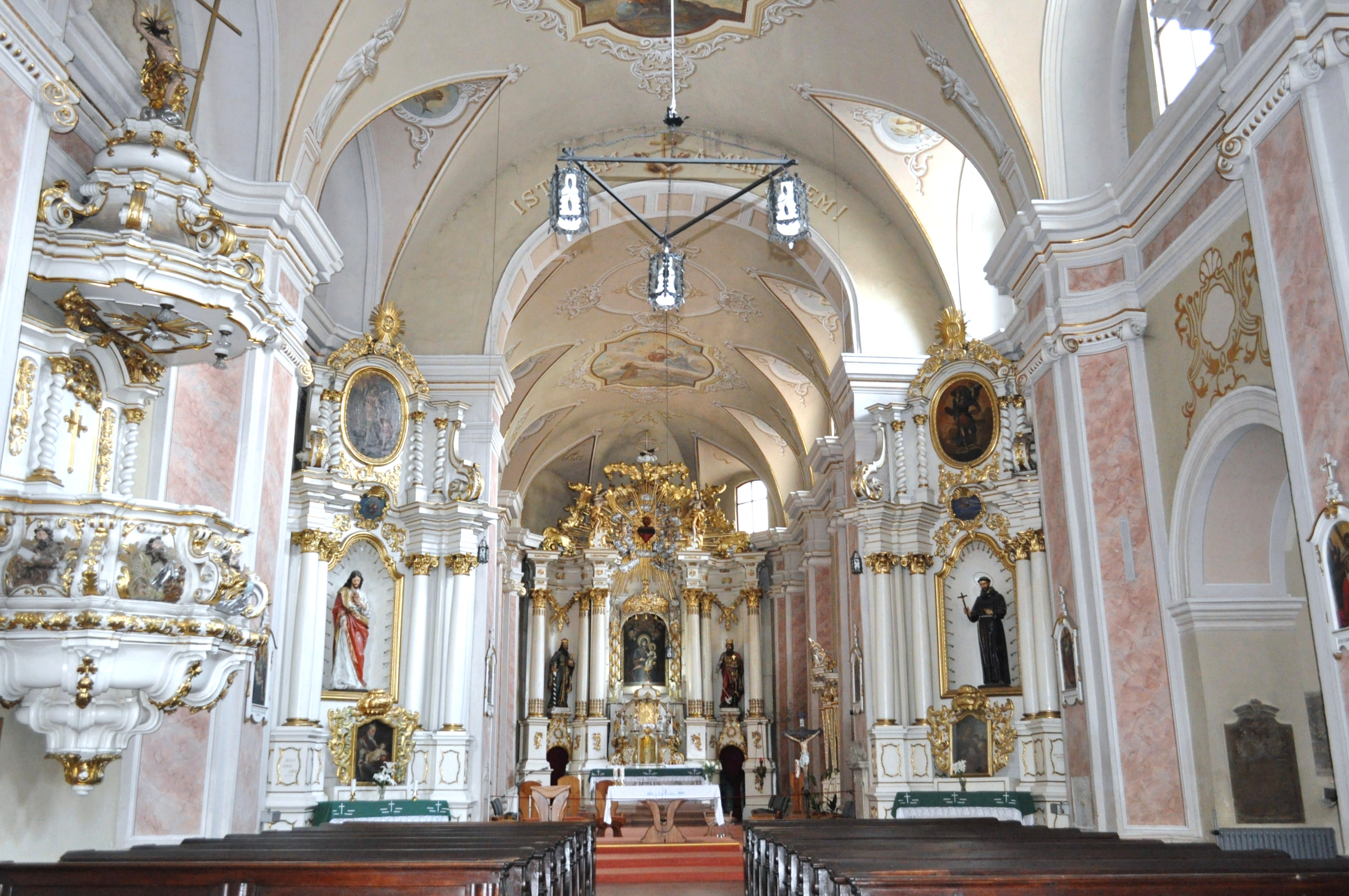
Biserica Franciscană, interior
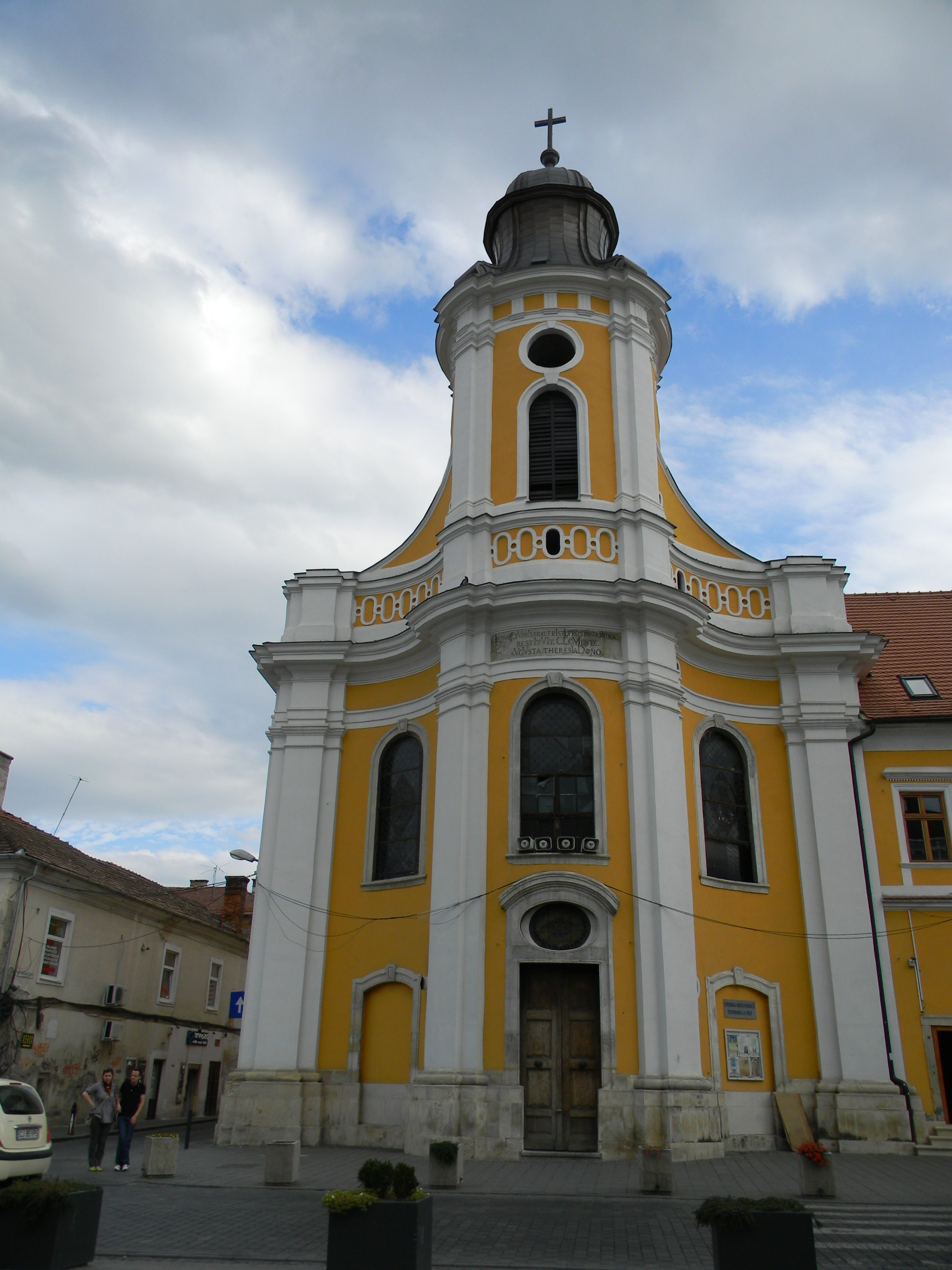
Biserica Minoriților
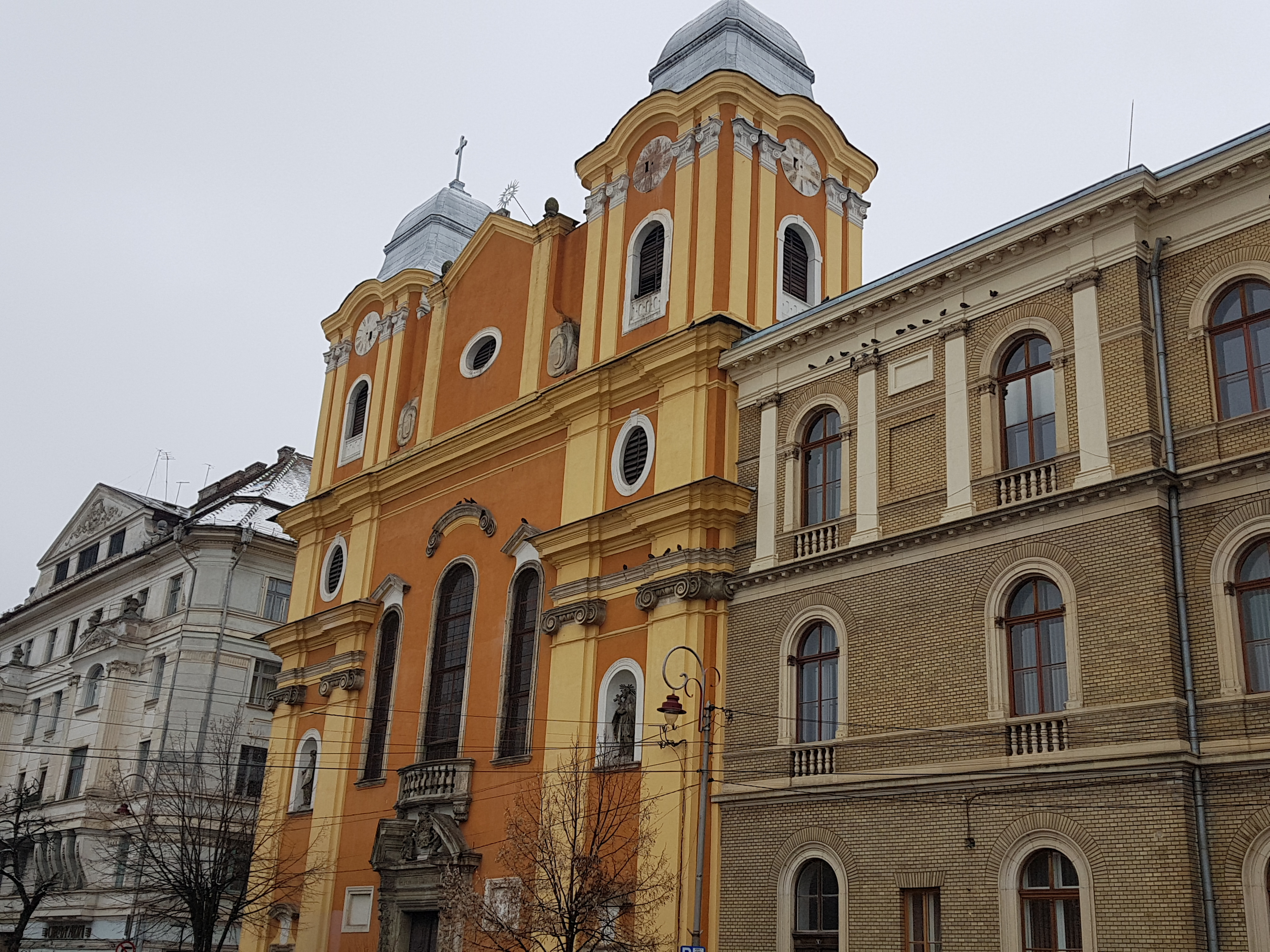
Biserica Piariștilor
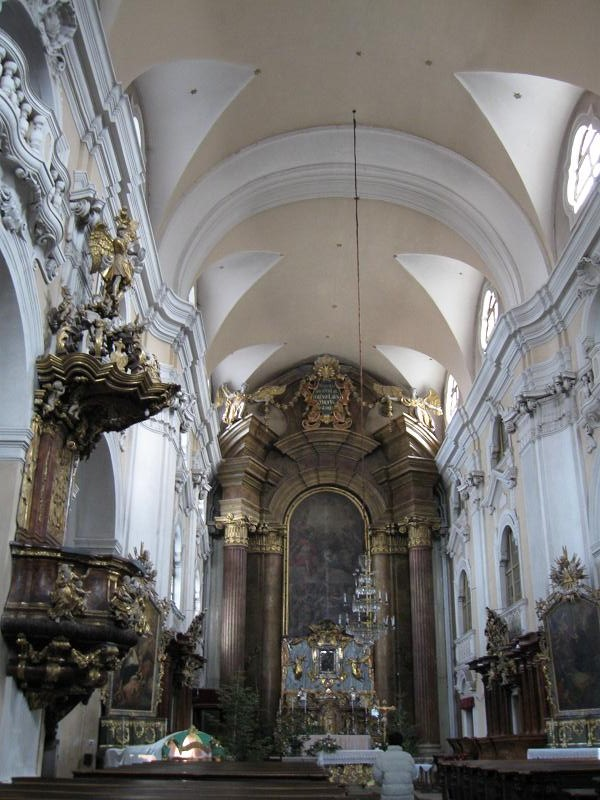
Biserica Piariștilor, interior
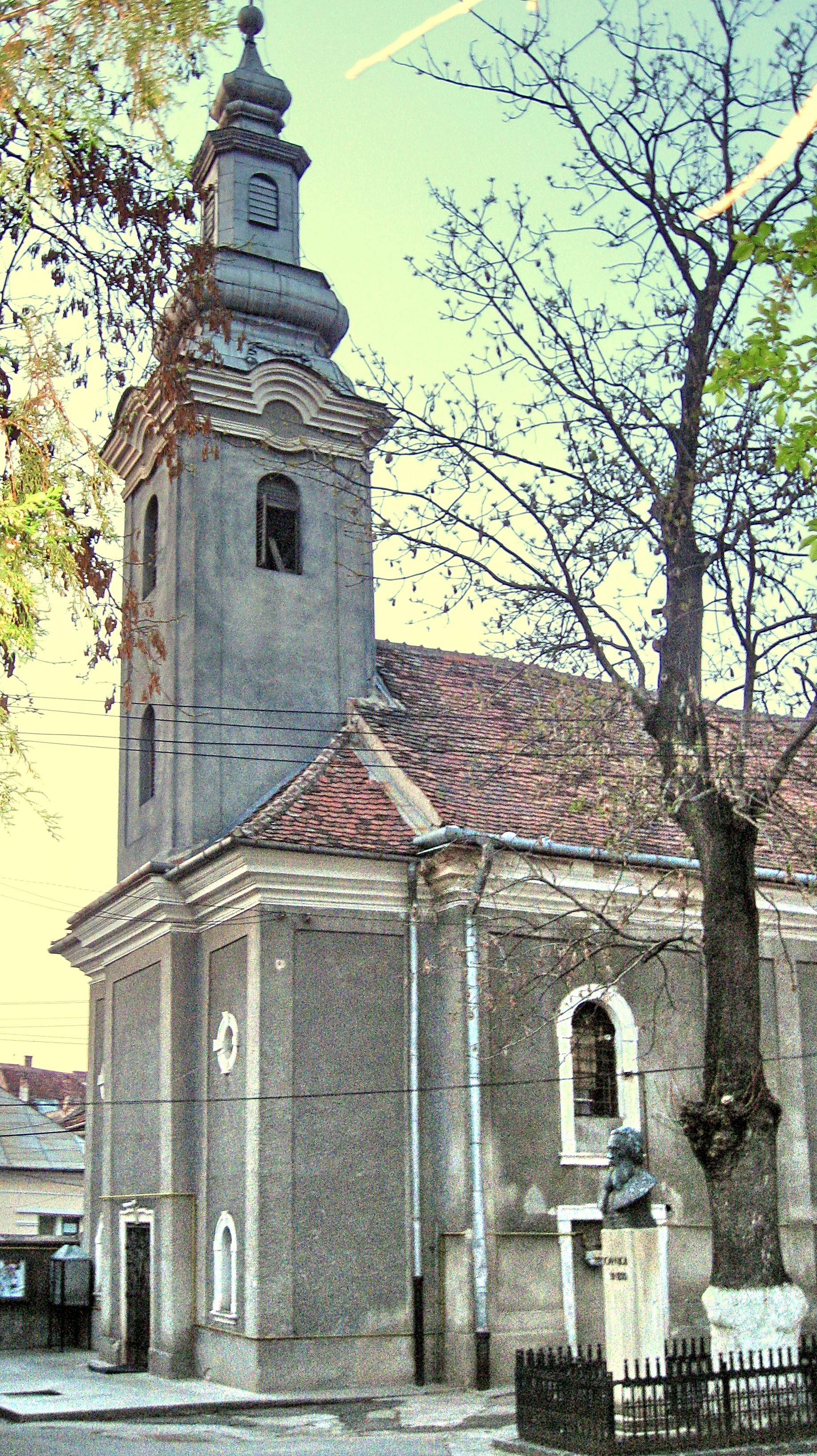
Biserica Bob
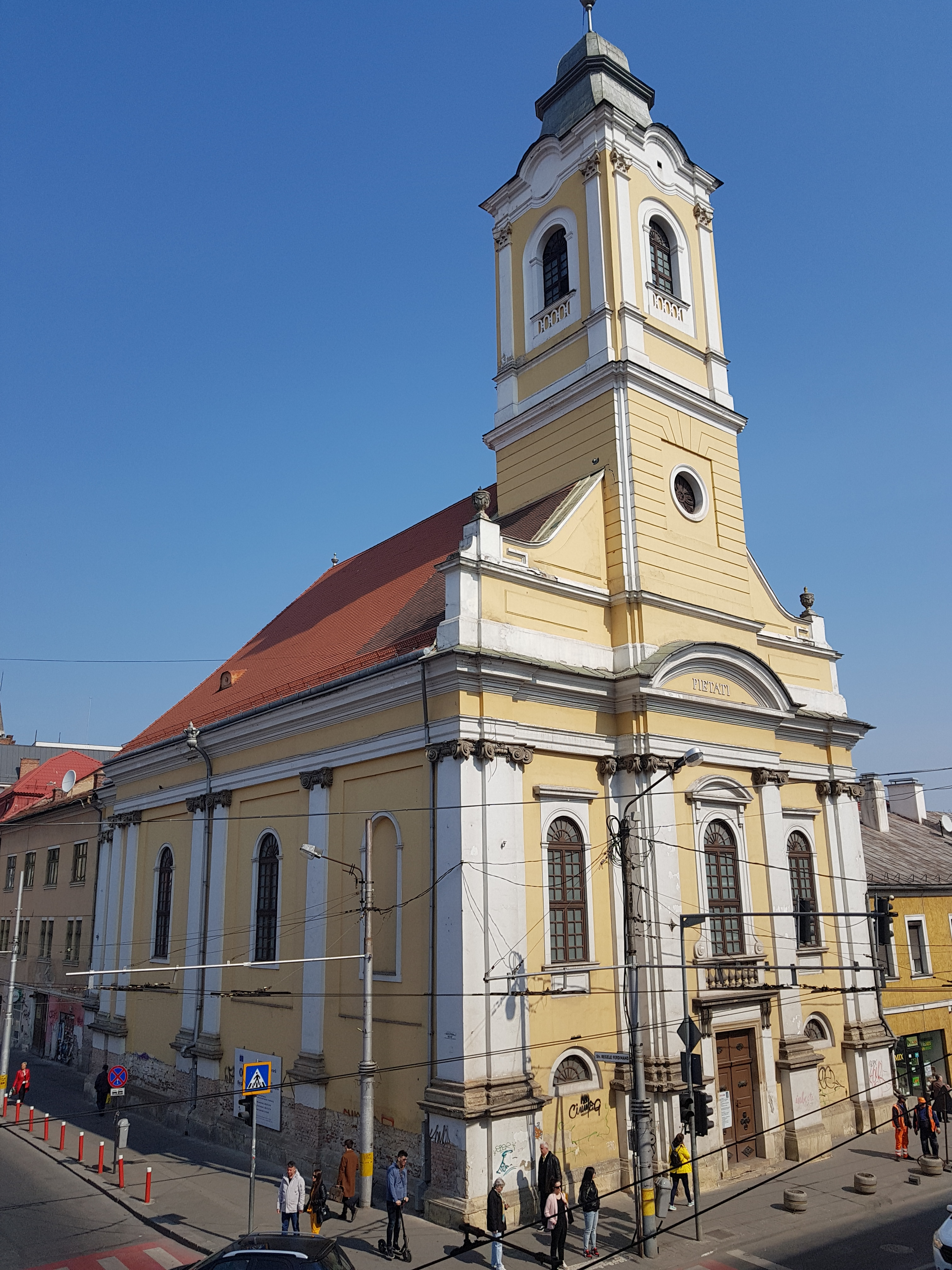
Biserica Evanghelică-Luterană
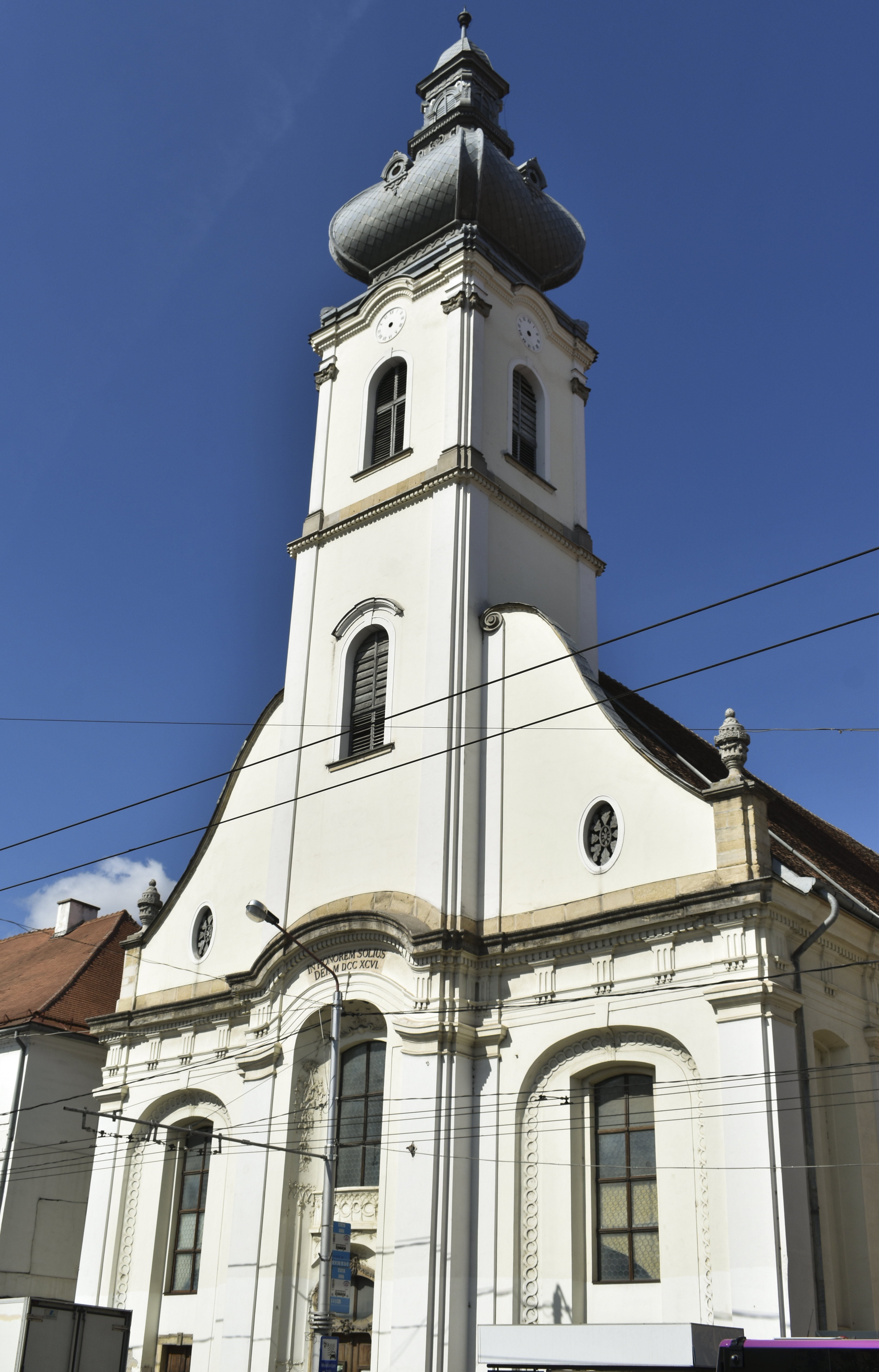
Biserica Unitariană

## Începutul și mijlocul secolului XIX

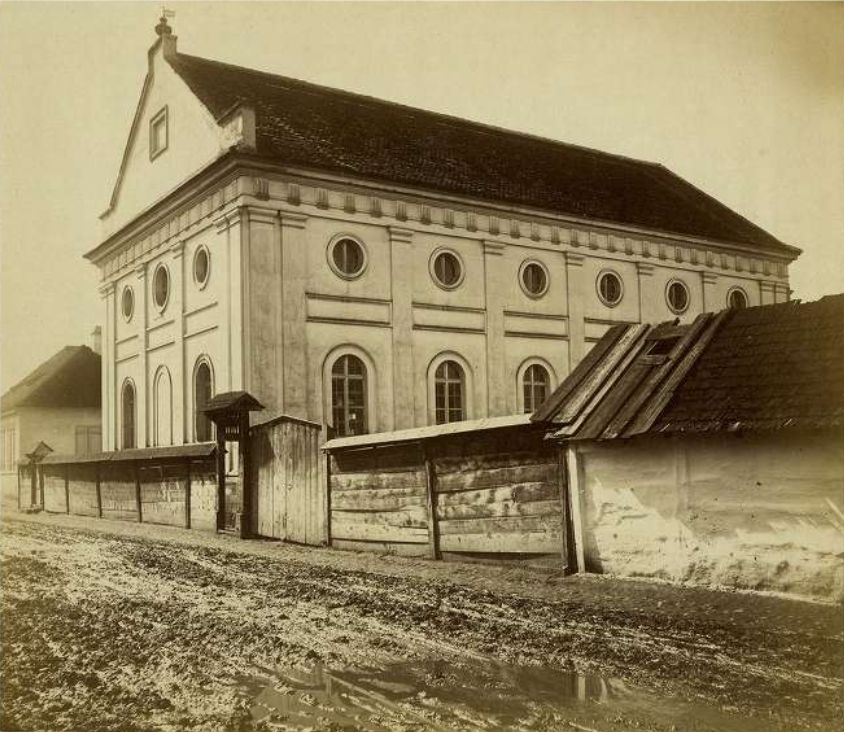
Sinagoga ortodoxă, neoclastic
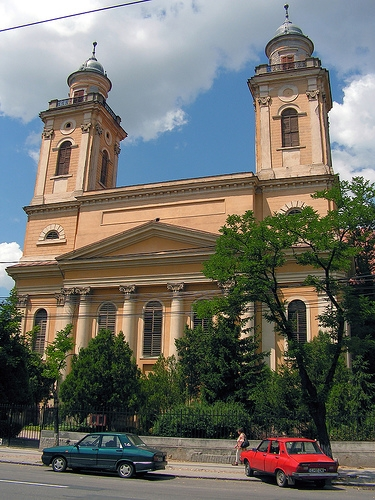
Biserica reformată din Orașul de Jos (1829-1879), neoclastic, de Georg Winkler
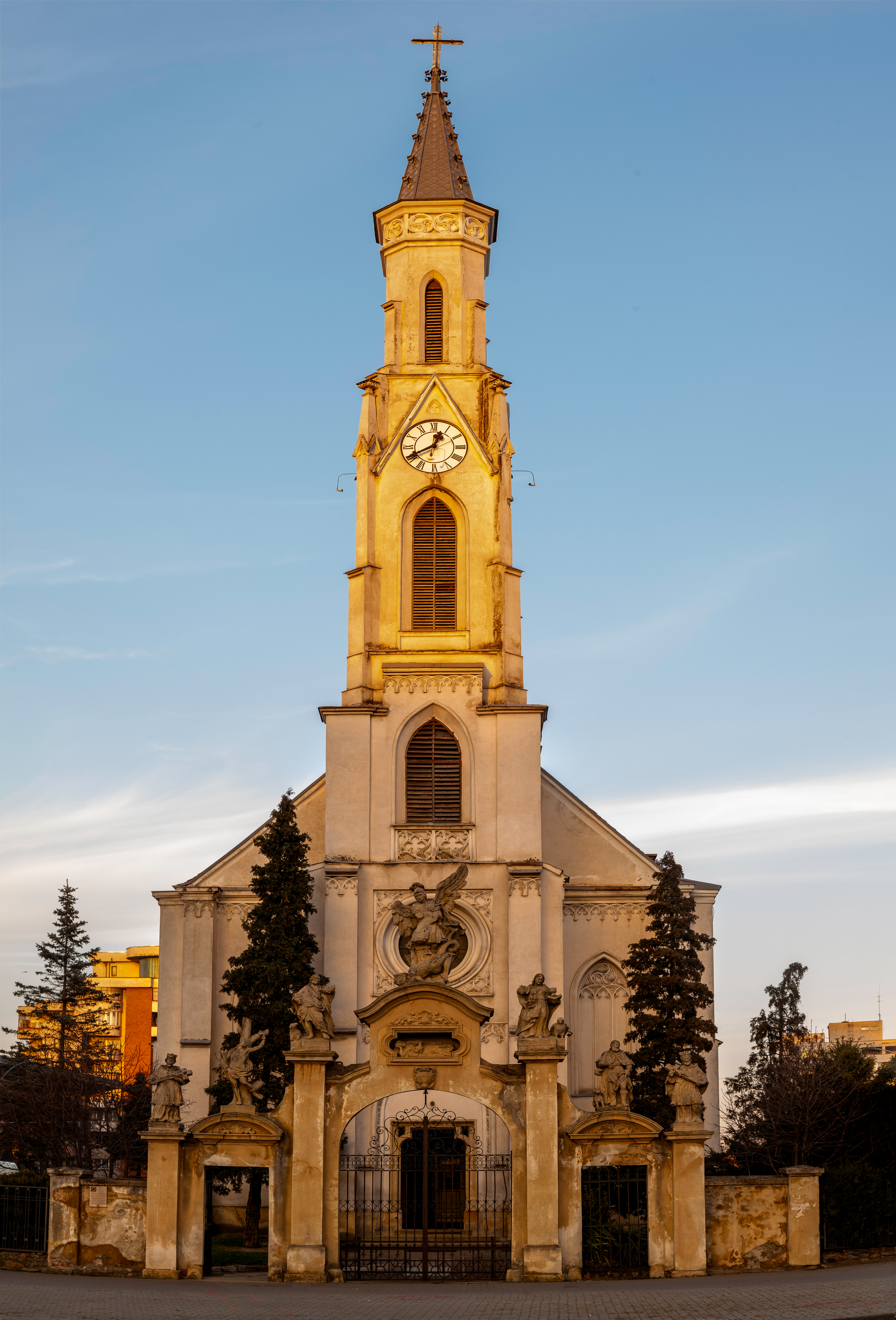
Biserica Sfântul Petru (1844-1846) de Anton Kagerbauer

## Belle Époque (1871-1914)

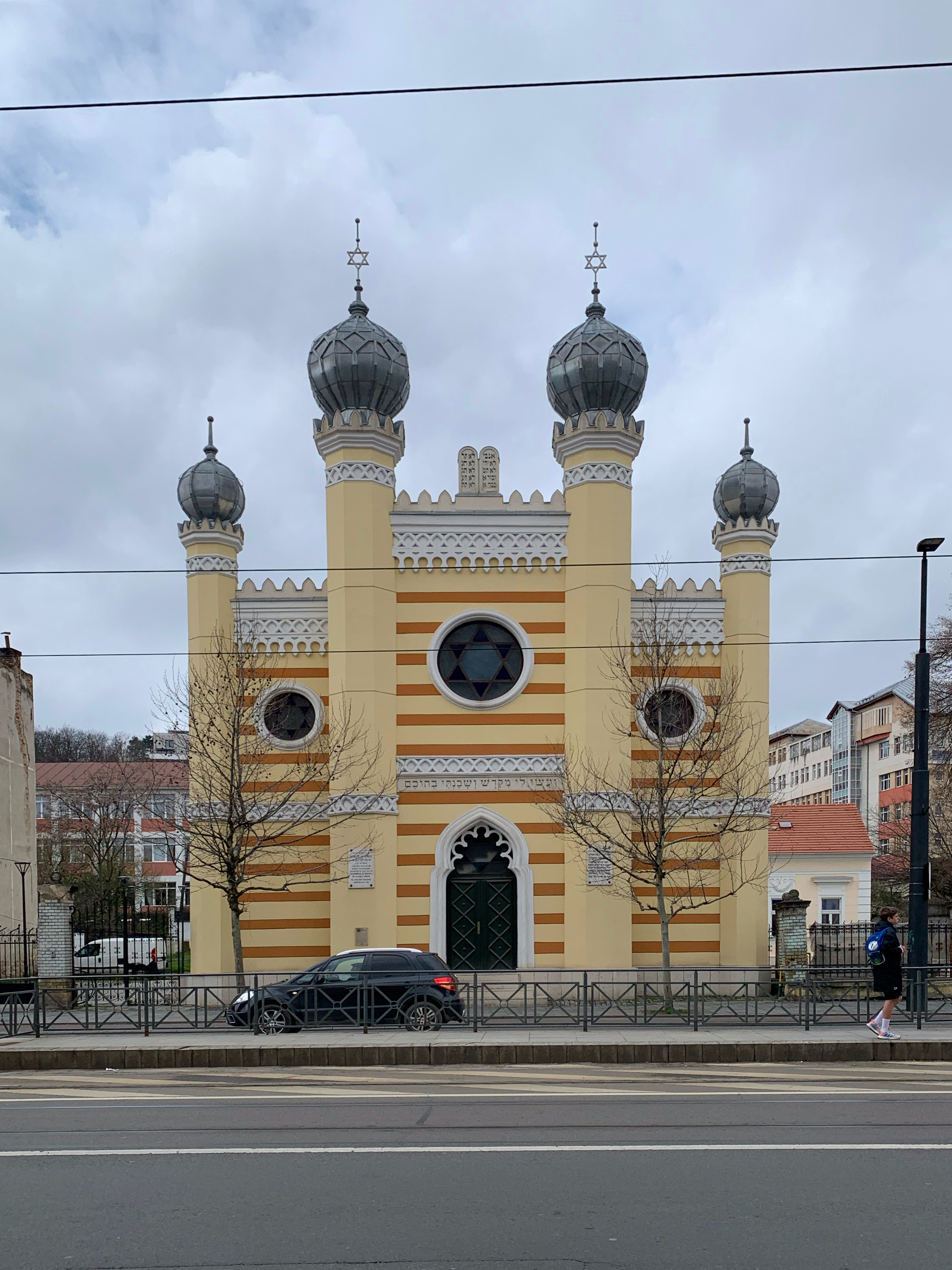
Sinagoga Neologă (1887), de Isidor Hegner, neomaură
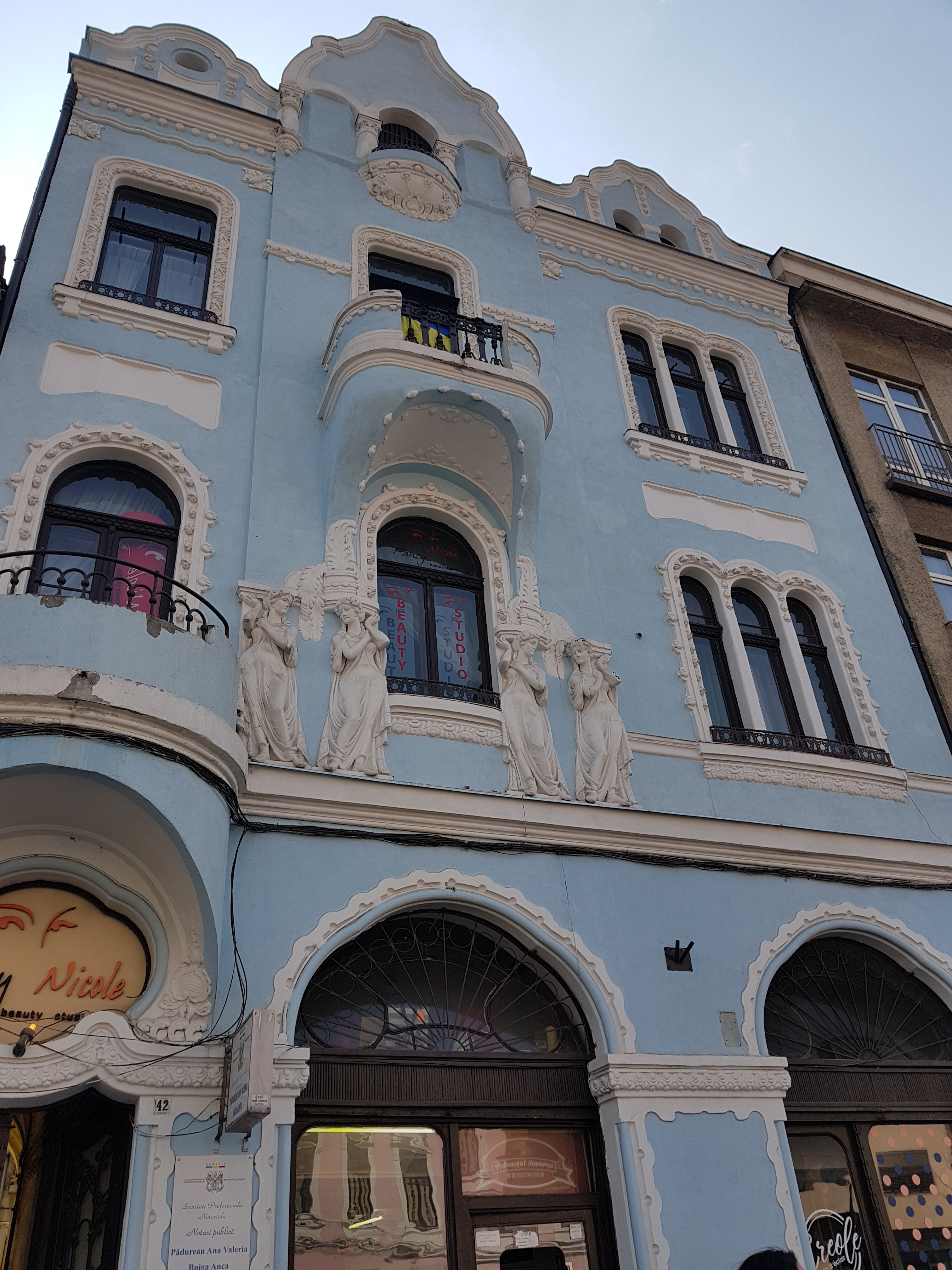
Casă/bloc mic (dată necunoscută), arhitect necunoscut, secesionist
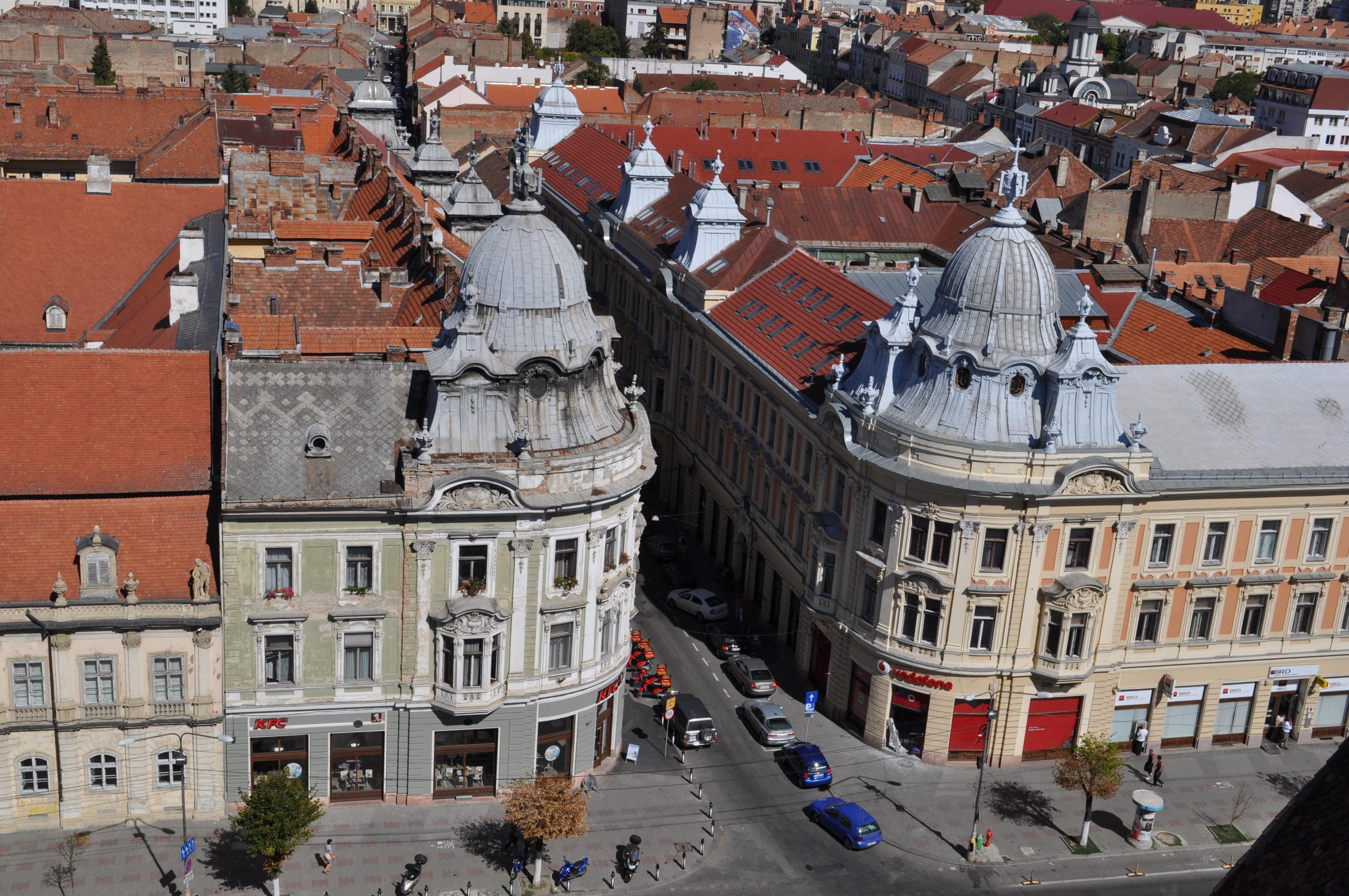
Palatele Statusului (1902), de Ignác Alpár, neobaroce
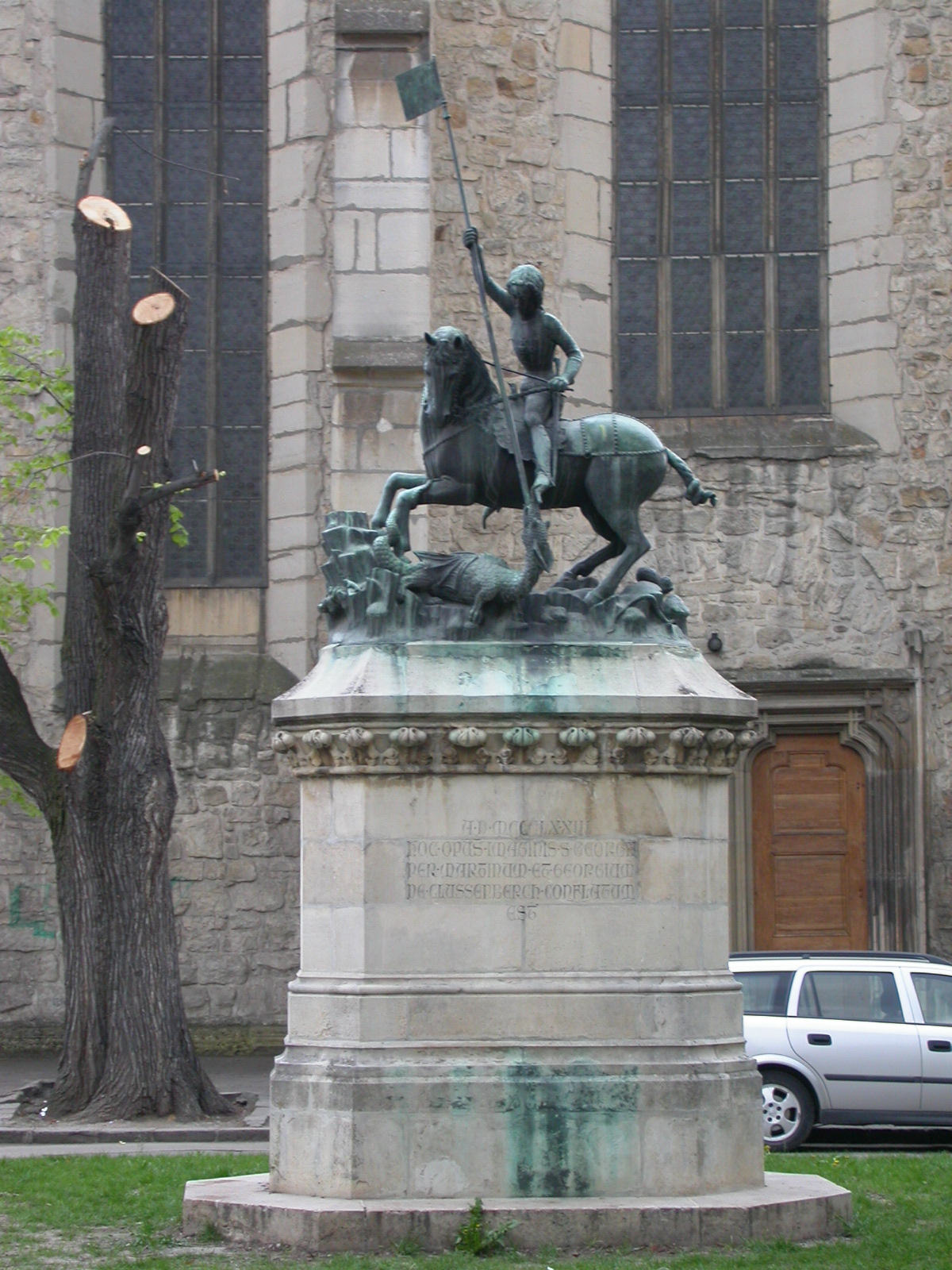
Statuia Sfântului Gheorghe (1904), de József Róna și Kálmán Lux, neogotic
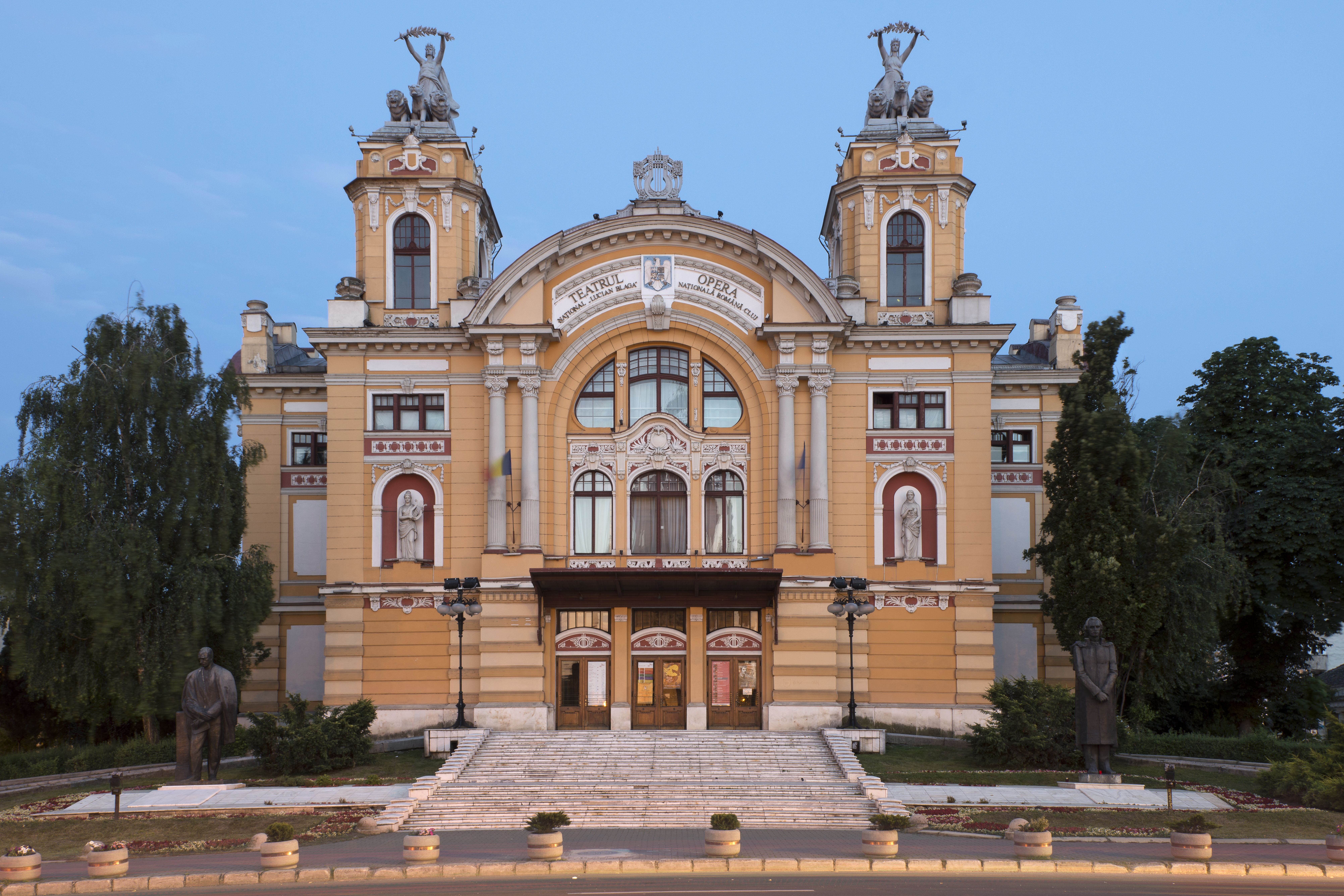
Teatrul Național (1904-1906), de Ferdinand Fellner și Hermann Helmer, neobaroc
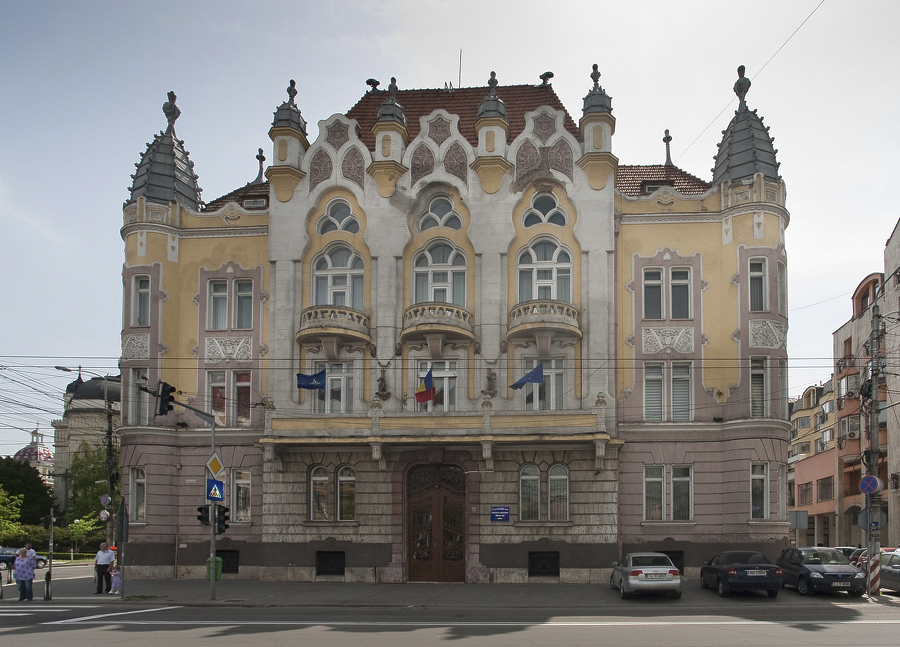
Palatul Prefecturii (1910-1911), de József Huber, secesionist
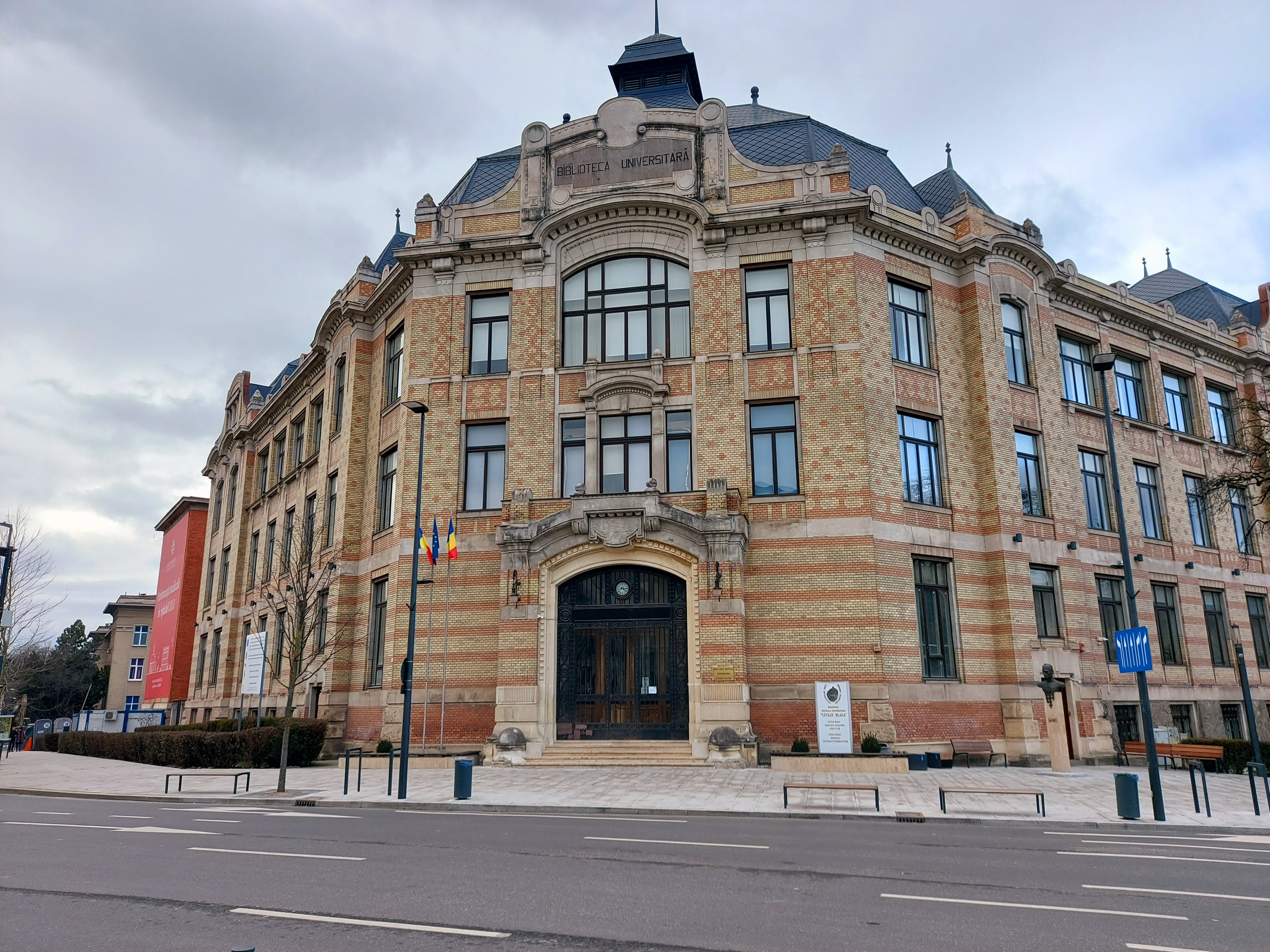
Biblioteca Centrală Universitară (1906-1908) de Kálmán Giergl, secesionist
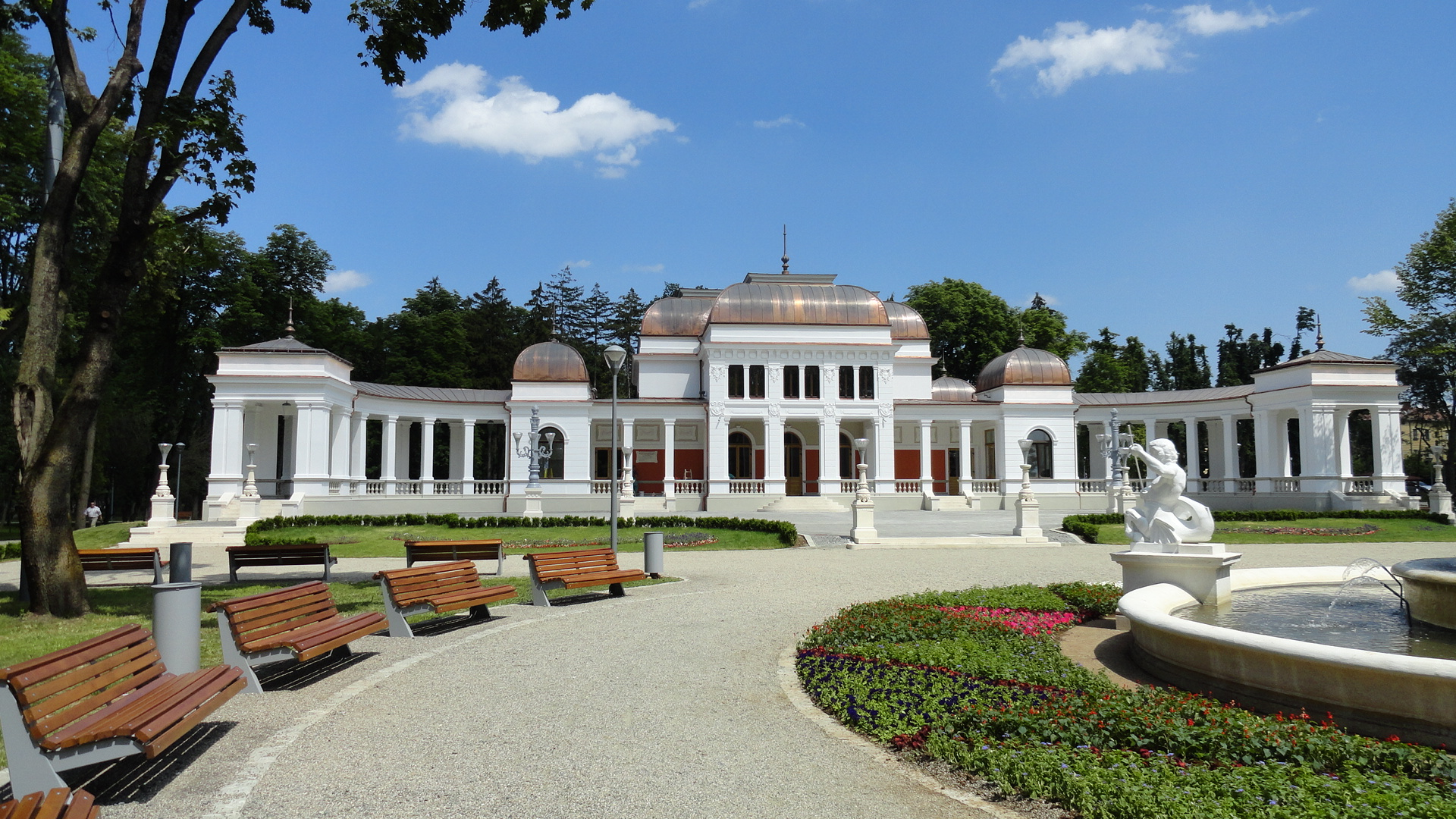
Pavilionul din Parcul Central (1896-1897) de Lajos Pákey

Arhitectura Clujului creată în timpul perioadei cunoscute ca Belle Époque, între 1871 și începutul Primului Război Mondial în 1914, e notabilă pentru varietatea sa de stiluri, de la neoclasic, neogotic, la neobaroc și versiunea maghiară a Art Nouveau-ului, cunoscută ca stilul secesionist în română sau szecesszió în maghiară.
În Transilvania, în jurul anului 1900 apare arhitectura Art Nouveau în forma sa austro-ungară, cunoscută ca stilul secesionist. Promotori ai stilului au fost atât arhitecții vienezi, cehi, unguri, chemați în Transilvania, cât și transilvăneni care au studiat la Viena, Budapesta, München și în alte orașe din Vestul Europei. Pe lângă Cluj, construcții secesioniste sunt și în alte orașe transilvănene, care la acea vreme erau sub stăpânire austro-ungară, ca Arad, Timișoara, Alba Iulia, Sibiu, Brașov, Baia Mare, Satu Mare, Târgu Mureș și în multe altele. Fiind o formă maghiară de Art Nouveau, care folosește diverse motive populare, unele dintre aceste clădiri secesioniste pot să aibă un aspect de turtă dulce ungurească, așa cum e cazul Palatului Vulturul Negru din Oradea sau cel al Hotelului Dacia din Satu Mare.

### Ansamblul celor patru palate de la Podul Horea

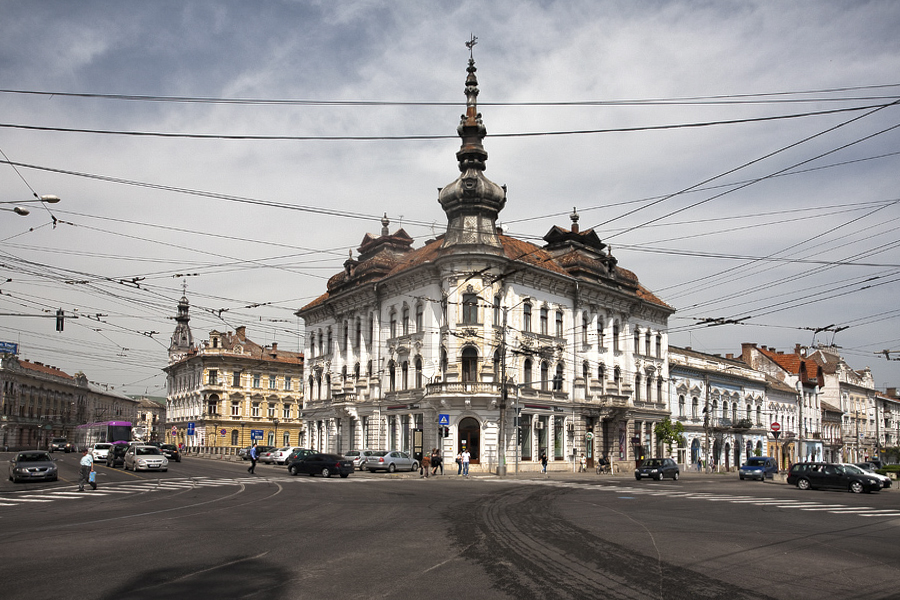
Palatul Babos (1889-1890), arhitect necunoscut, eclectic
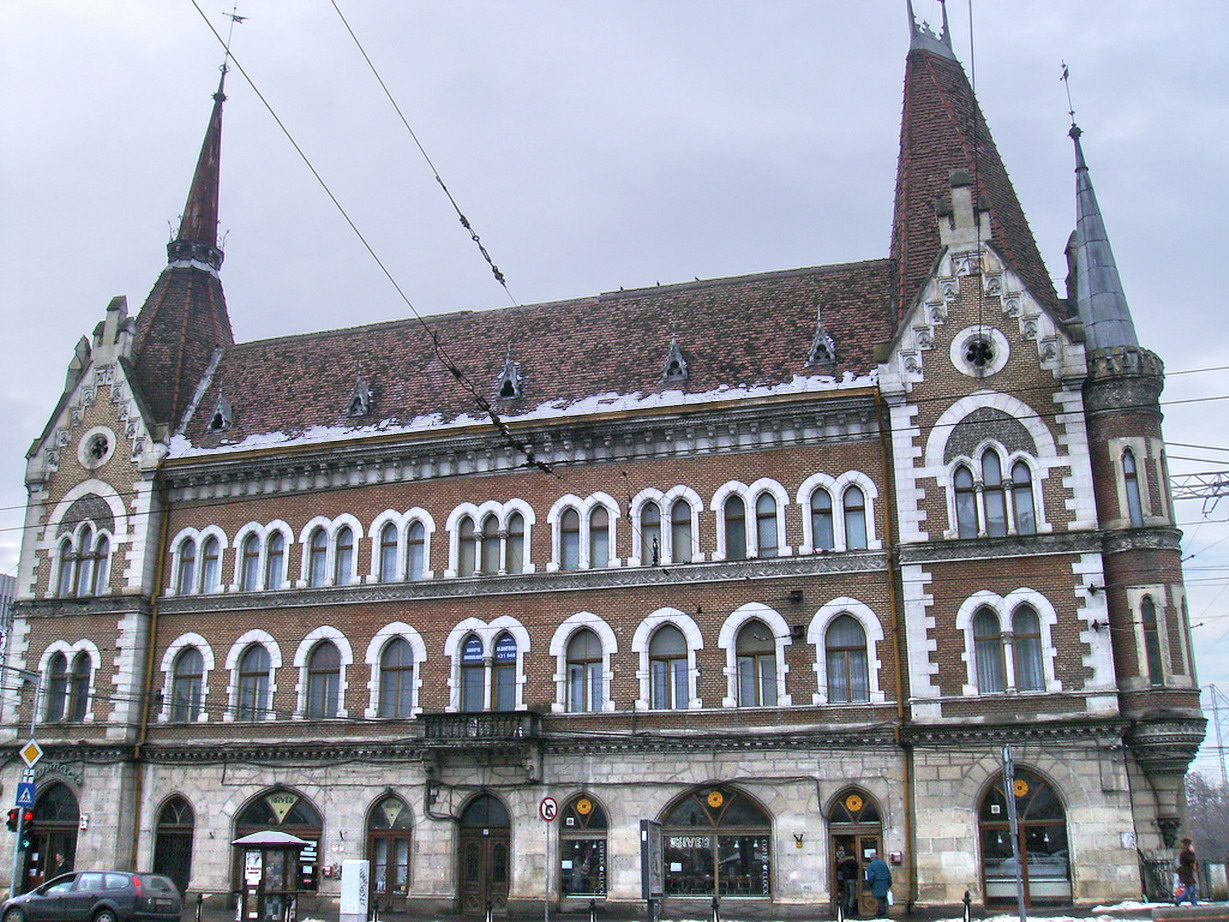
Palatul Széki (1893), de Samu Pecz, neogotic
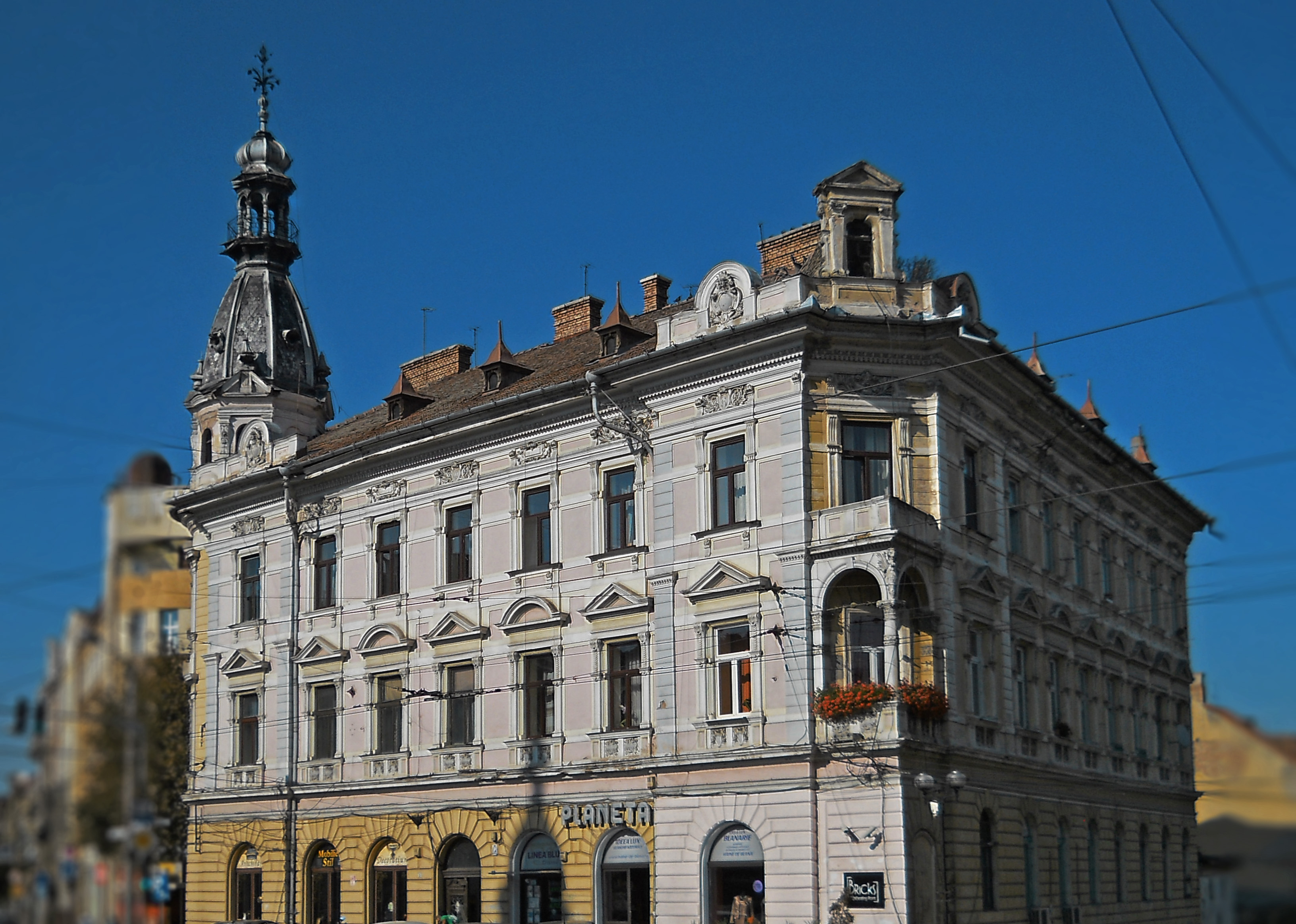
Palatul Elian (1891), arhitect necunoscut, eclectic
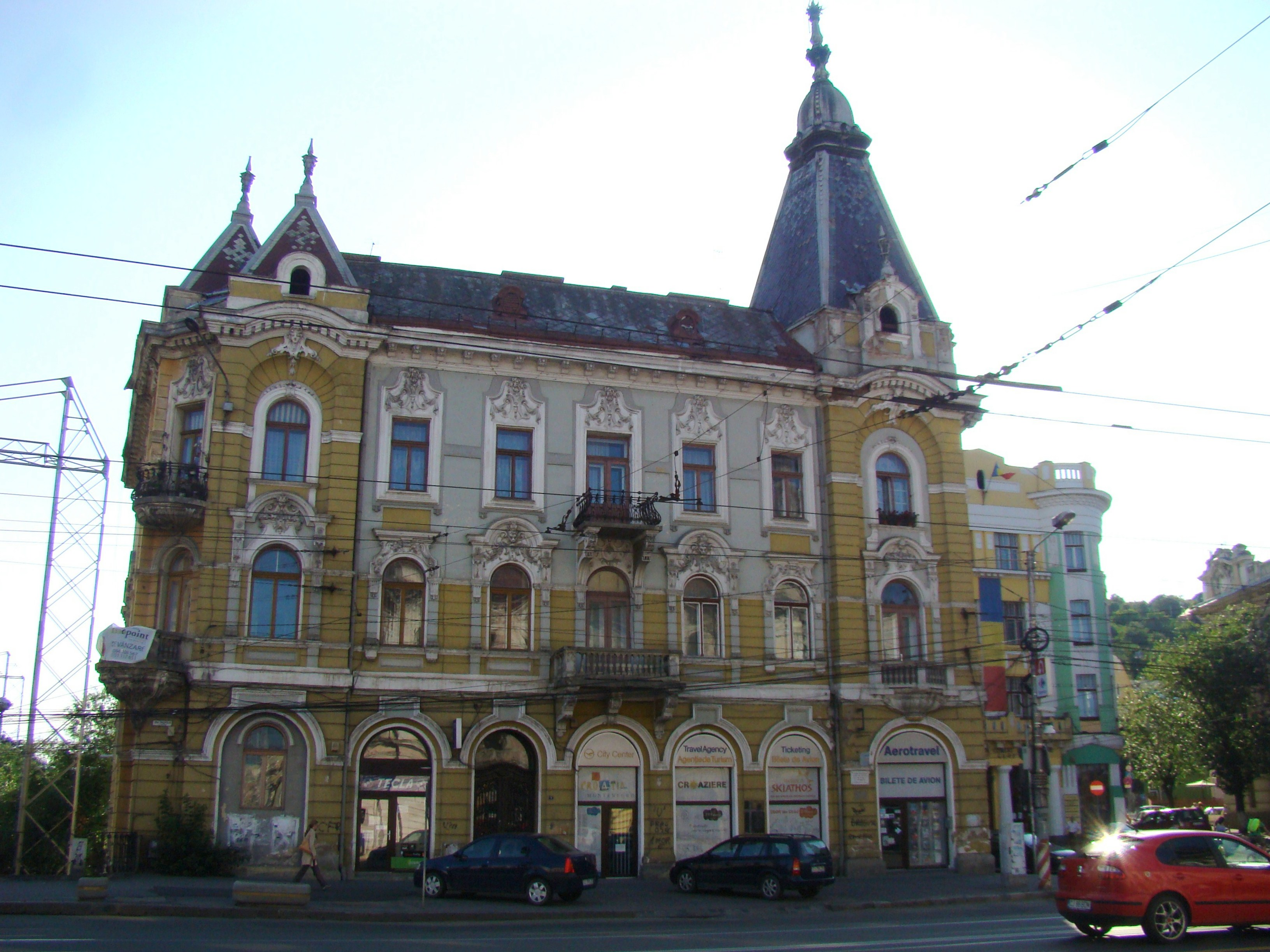
Palatul Berde (1889-1900), arhitect necunoscut, eclectic

Unul dintre stilurile dominante la sfârșitul secolului 19 și până la începutul Primului Război Mondial e cel eclectic, foarte popular și în Vechiul Regat. Eclectismul e un mod de gândire în care e ales din diverse sisteme de gândire, stiluri artistice etc. ceea ce e mai bun. Stilul eclectic specific Belle Époque-ului e numit așa pentru că folosește elemente clasiciste luate din stiluri specifice unor perioade anterioare diferite, cum sunt arhitectura renascentistă, cea barocă, cea rococo etc. Clujul deține mai multe exemple de construcții în stilul eclectic, câteva exemple fiind Palatul Babos, Palatul Elian sau Palatul Berde.

### Arhitectura industrială și de transport

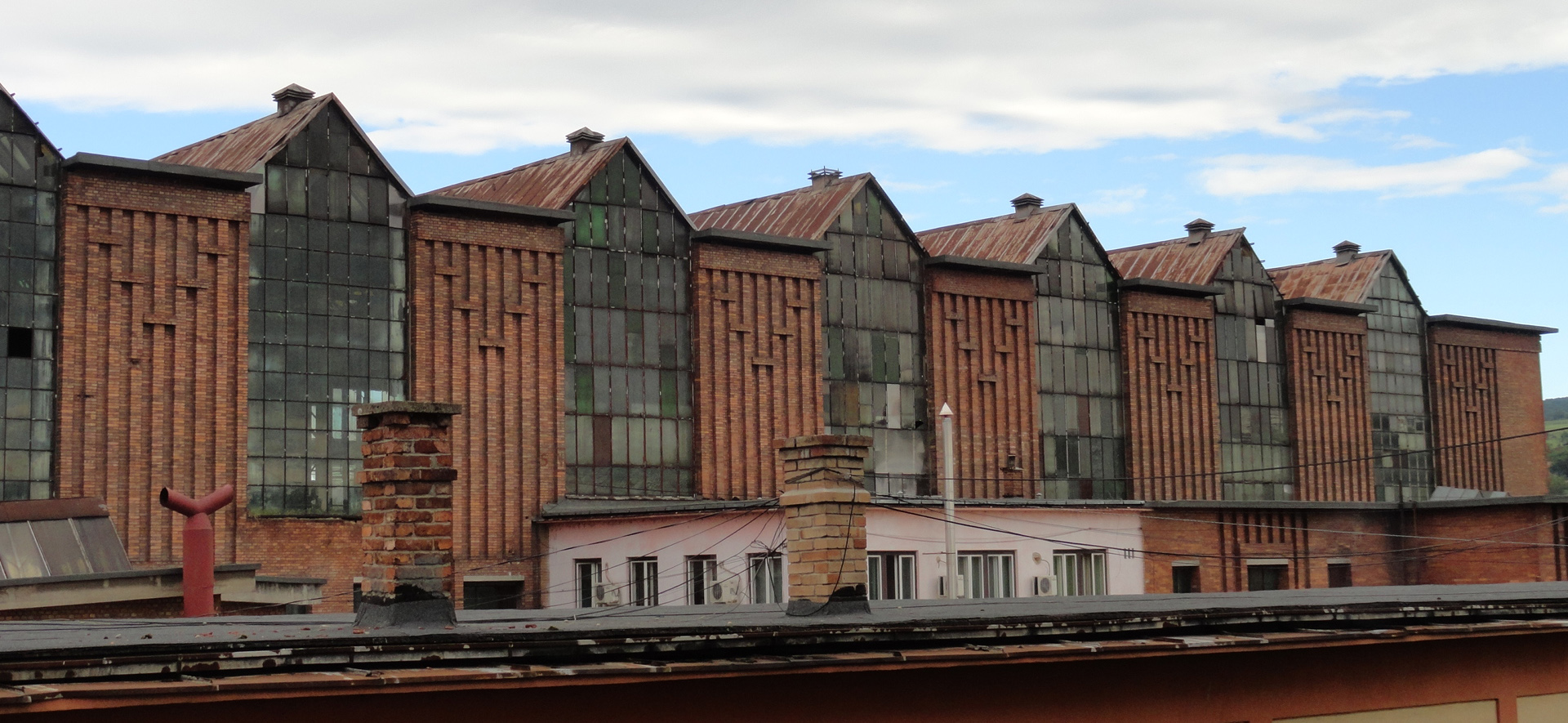
Uzinele de material rulant
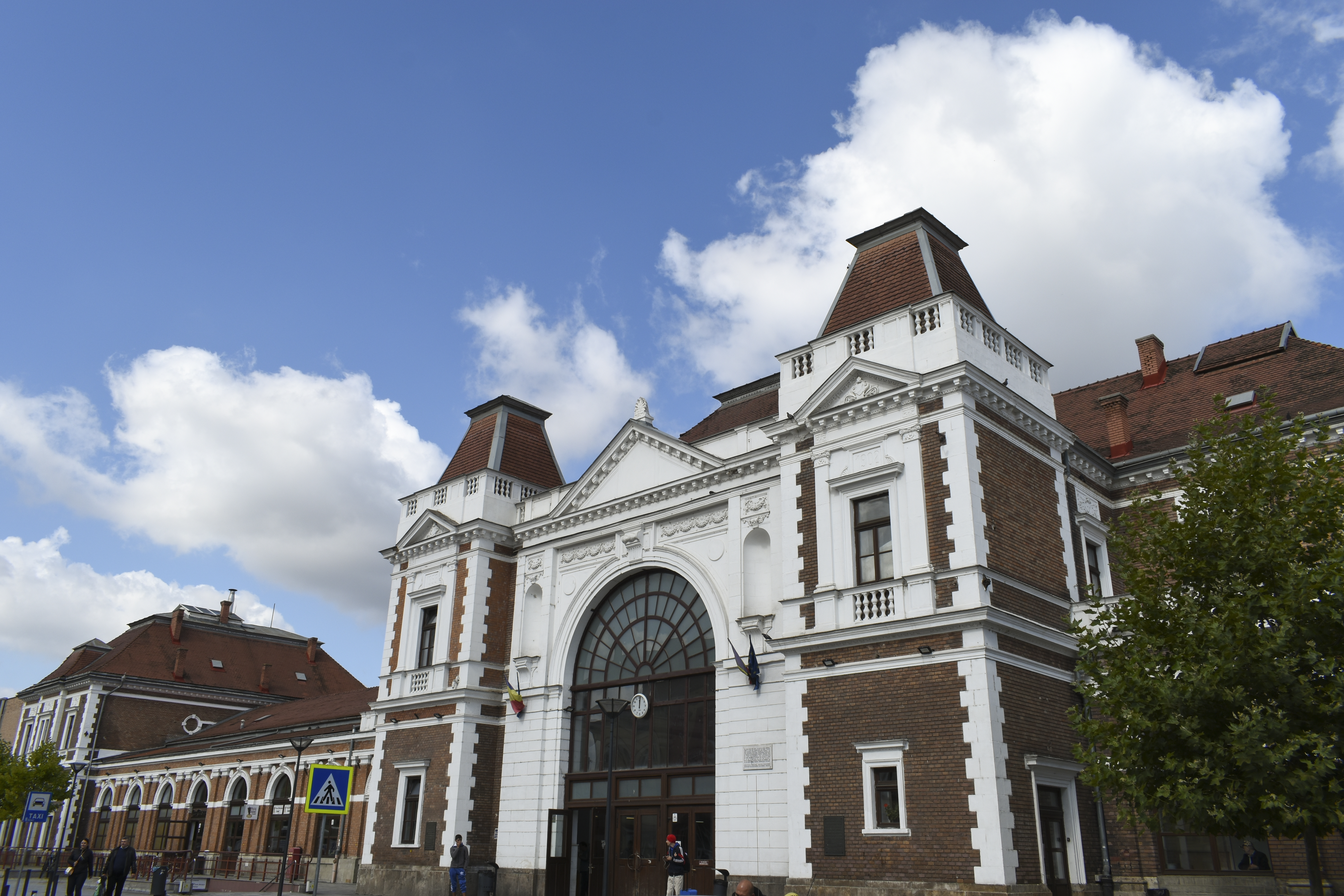
Gara Cluj-Napoca (1870) de Ferenc Pfaff

## Perioada interbelică: Art Deco și modernism (1918-1940)

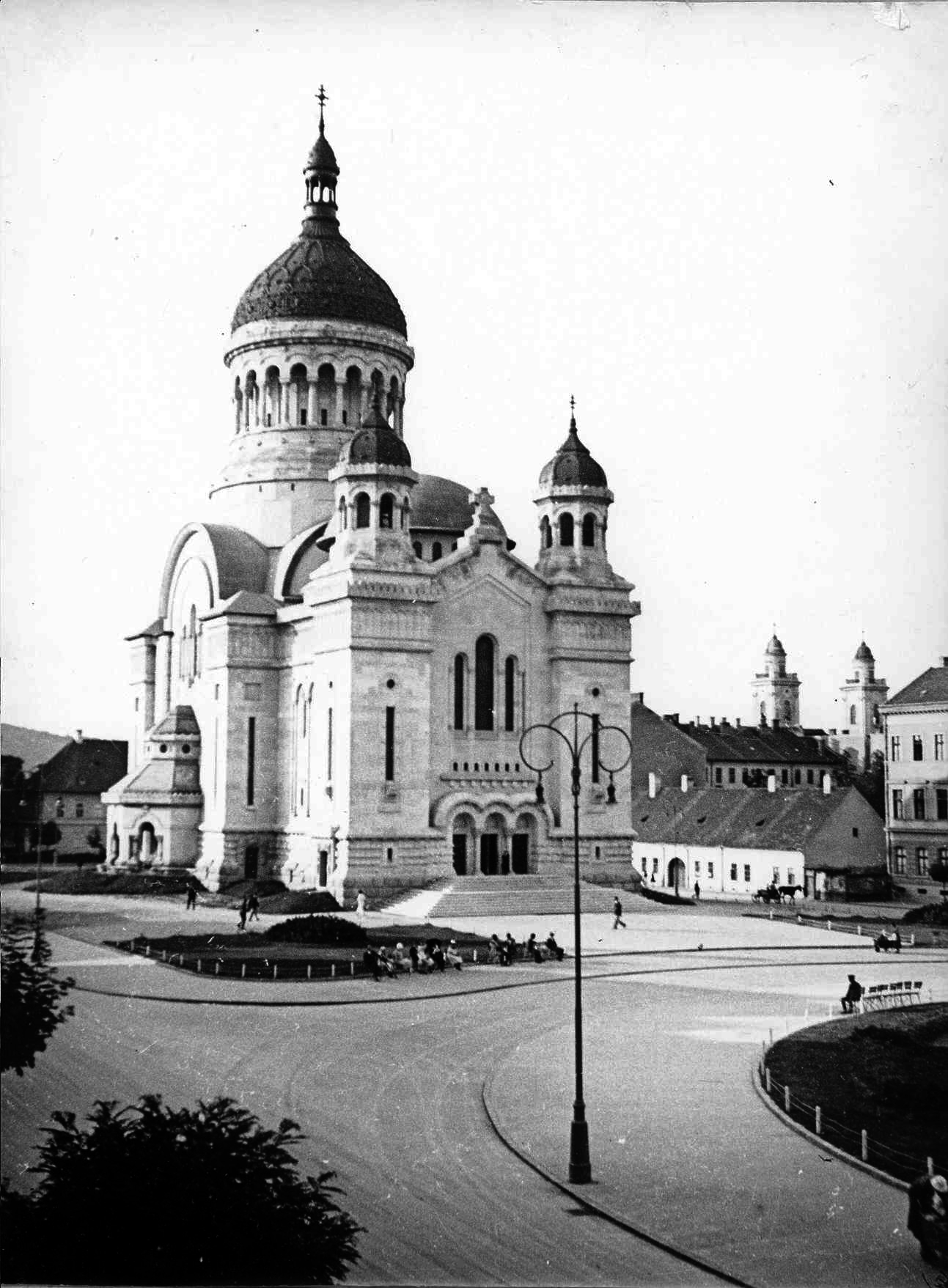
Catedrala Ortodoxă (1923-1933), de George Cristinel și Constantin Pomponiu, neoromânească
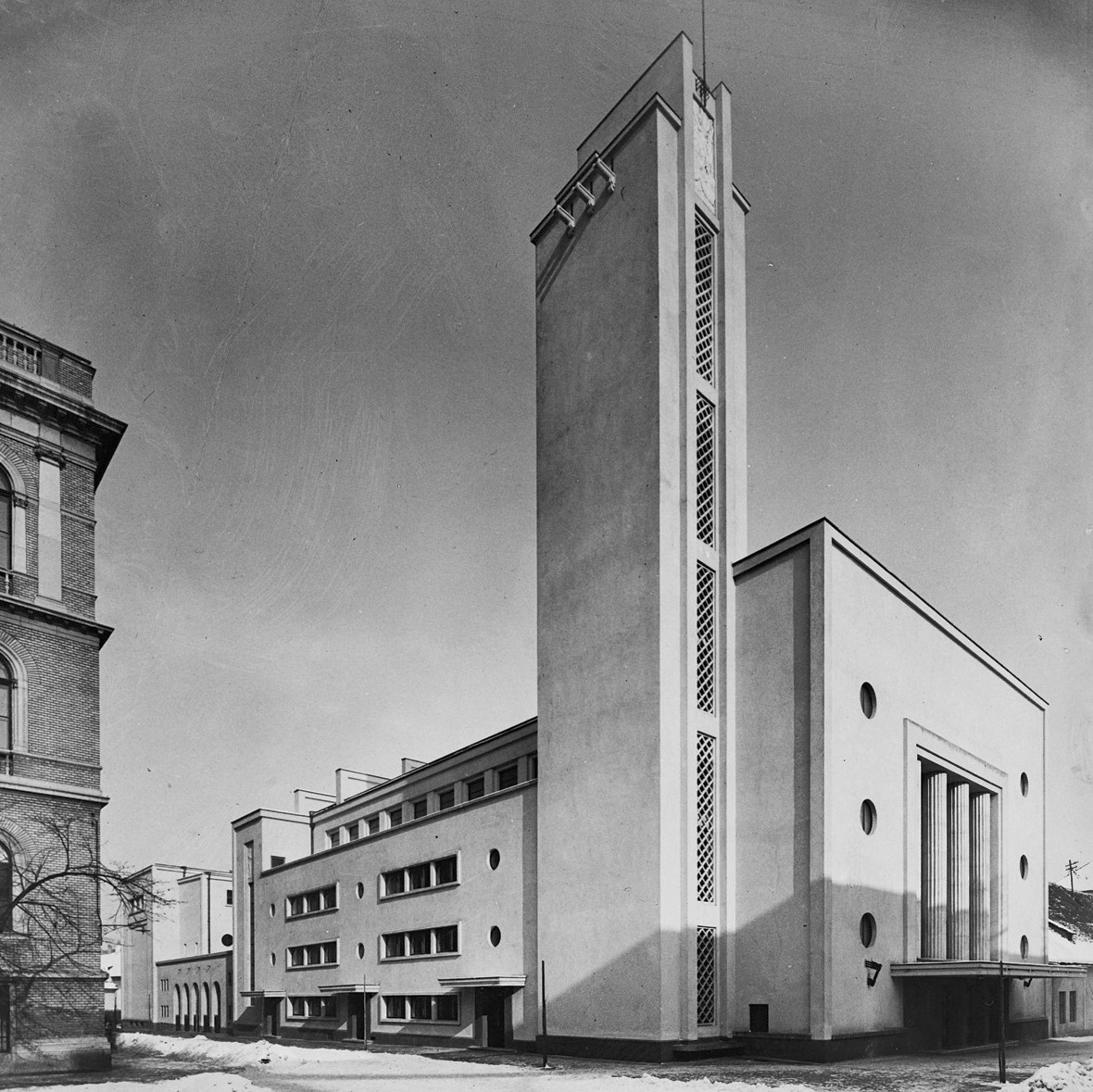
Ateneul Universității Regele Ferdinand, azi Colegiul Academic (1935), de George Cristinel, Art Deco târziu cu mici influențe clasiciste
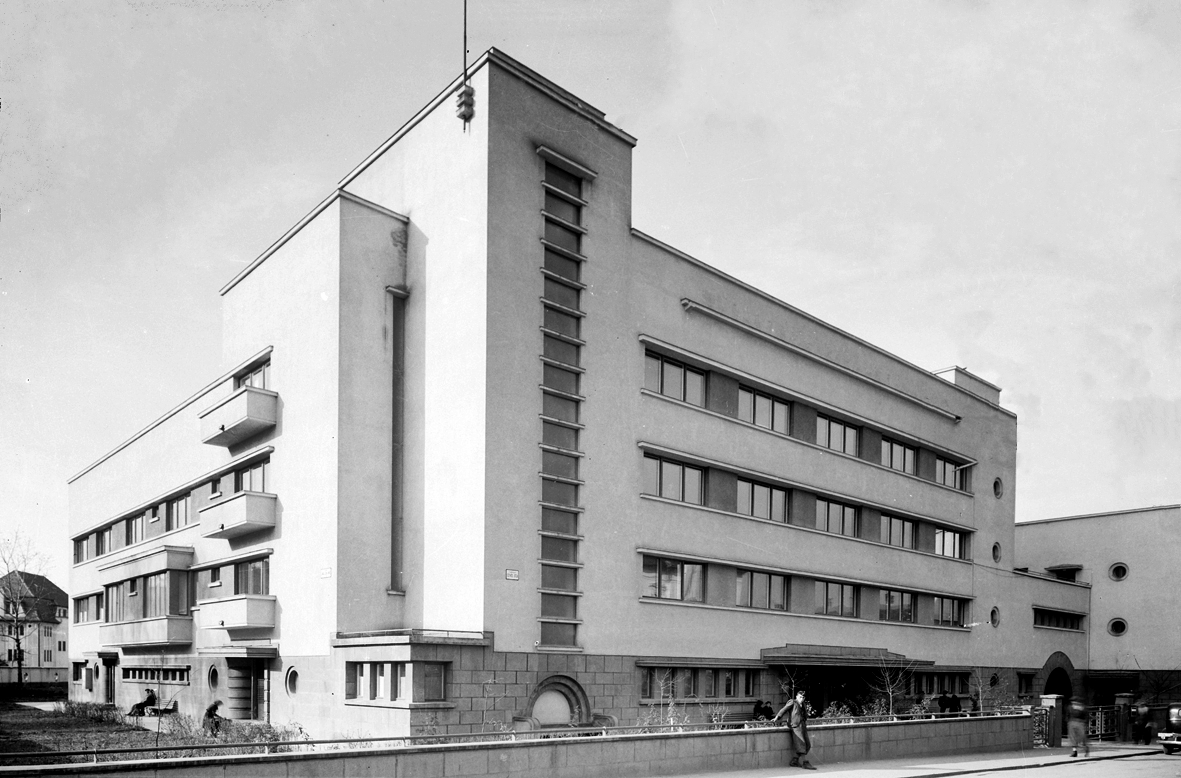
Clădirea Companiei Centrale de Asigurări Sociale (anii 1930), de Ion Ionescu, Art Deco târziu
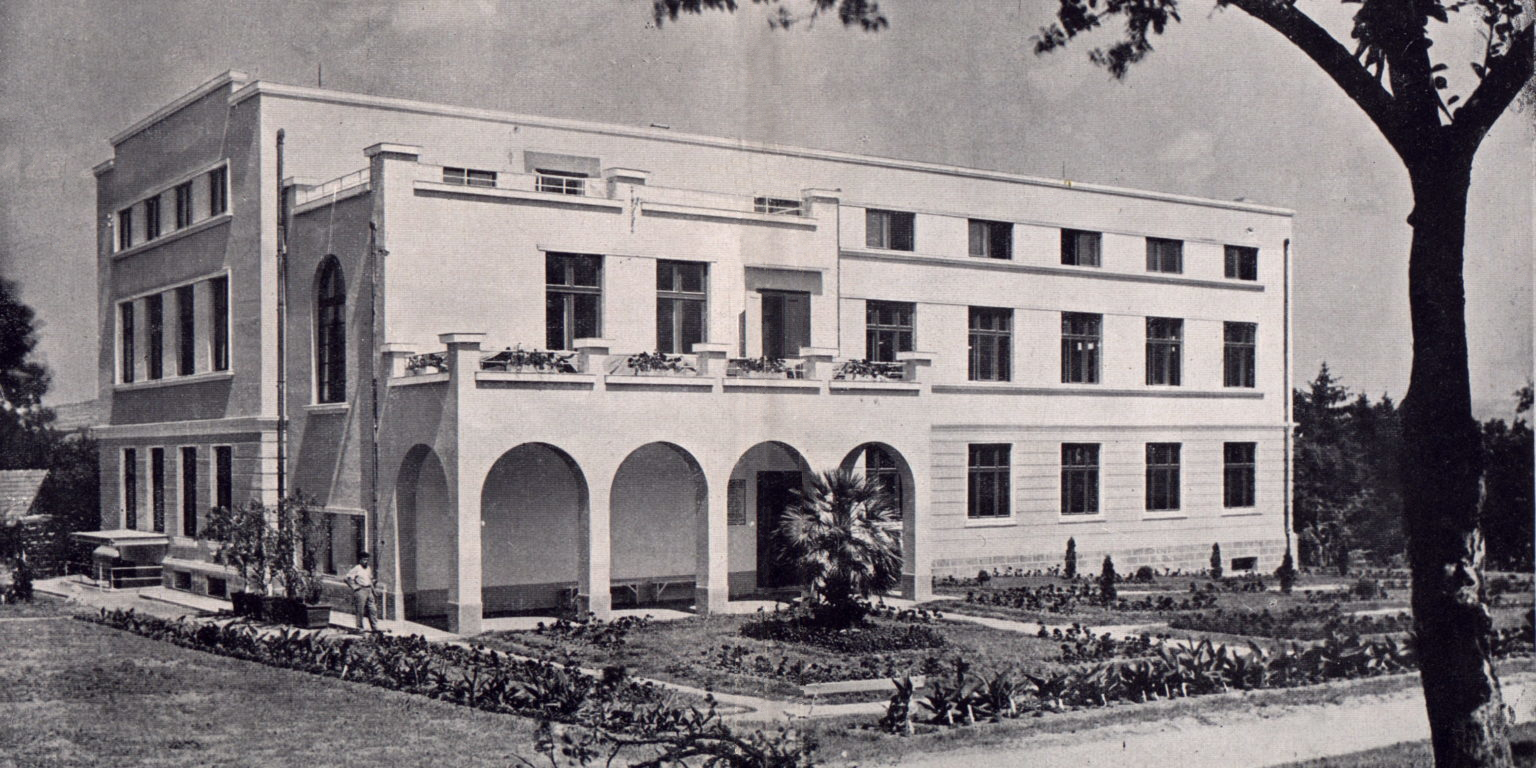
Institutul Botanic (1930-1935), arhitect necunoscut, Art Deco târziu cu influențe clasiciste
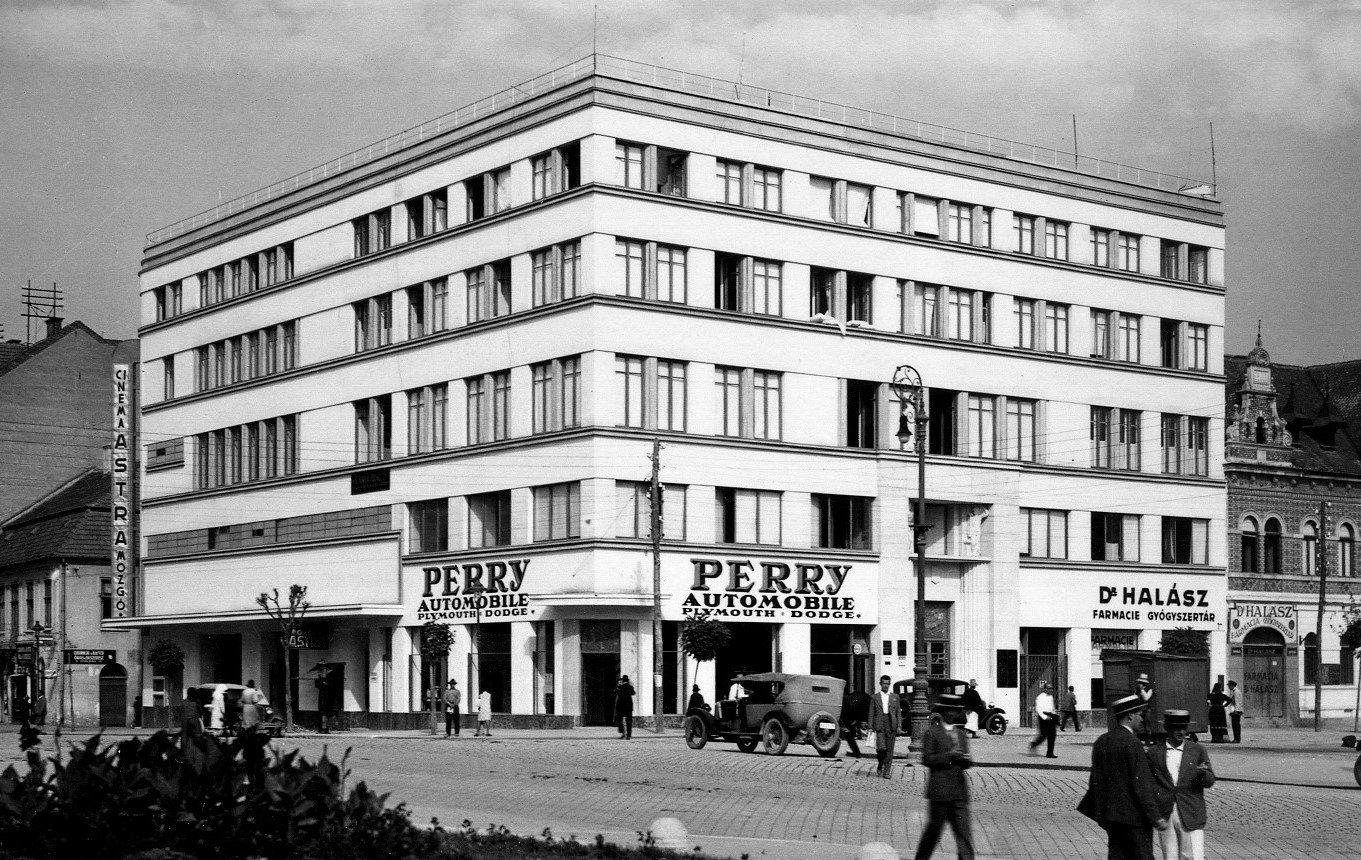
Cercul Militar (1933), de Nicu Georgescu, Art Deco târziu
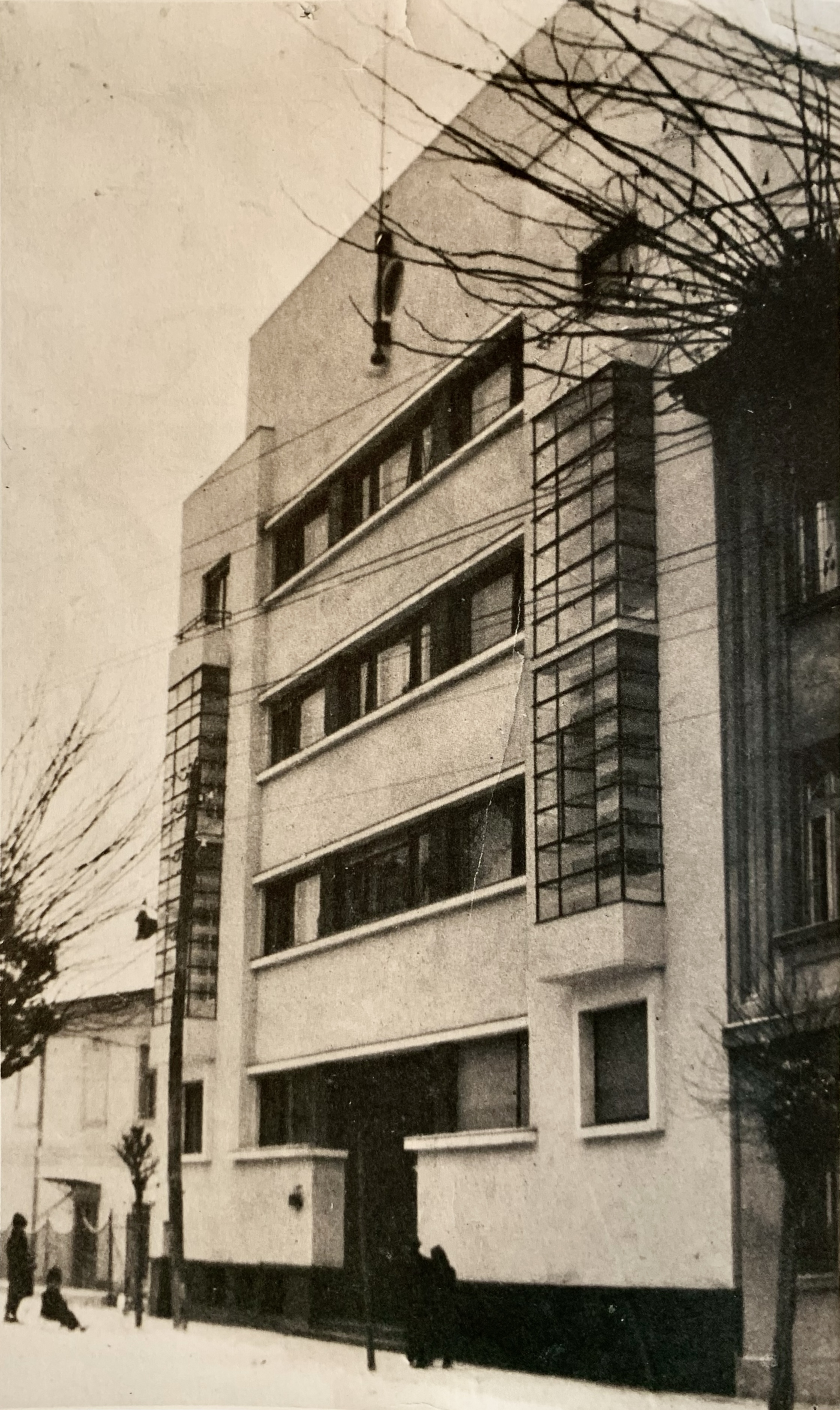
Strada Avram Iancu nr. 3 (1936), arhitect necunoscut, Art Deco târziu

Odată cu Marea Unire din 1918, Transilvania se unește cu Regatul României, și deci tendințele prezente în orașe ca Bucureștiul apar și în cele transilvănene, cum e Clujul. Astfel, arhitectura clujeană interbelică e dominată de arhitectura neoromânească, cea Art Deco, și cea modernistă și austeră de tip Bauhaus. Înainte să devină mainstream, modernismul a trebuit să înfrunte rezistența adepților stilului tradițional românesc, cunoscut și ca neoromânesc. Moderniști erau judecați în idea că formele lor simpliste duc la deznaționalizare, la creații lipsite spirit autohton. Totuși, opoziția tradiționaliștilor se diminuează, cele două stiluri existând simbiotic în orașele României.
Pe măsură ce trecea timpul, stilul Art Deco devenea din ce în ce mai simplu, Art Decoul târziu al anilor 1930 fiind foarte apropiat de arhitectura școlii de design Bauhaus din Germania. Clujul are mai multe exemplare de Art Deco târziu, cum sunt Colegiul Academic (1934-1937, de George Cristinel) și Clădirea Companiei Centrale de Asigurări Sociale (anii 1930, de Ion Ionescu).

## Perioada comunistă (1948-1989)

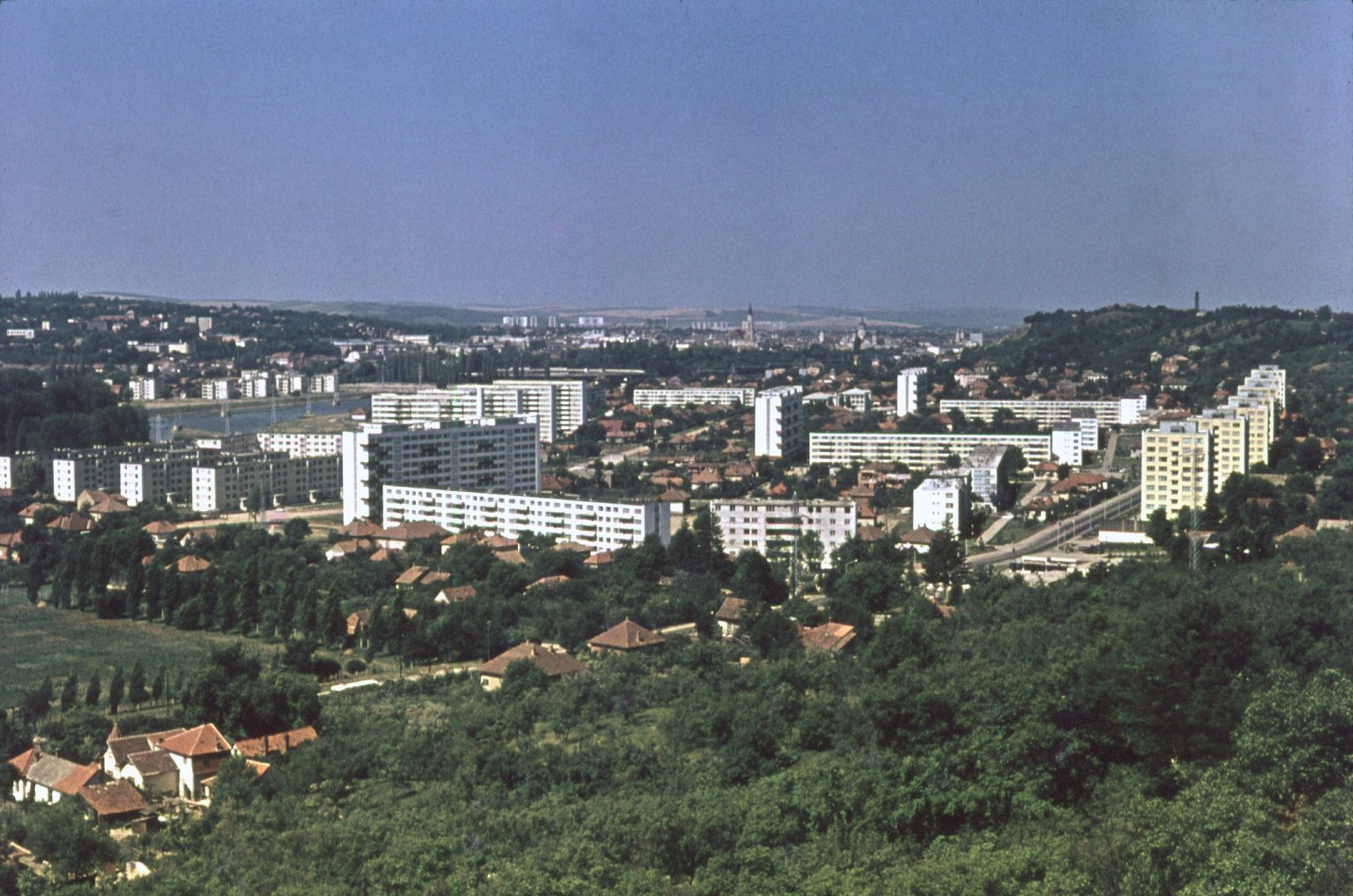
Cartierul Grigorescu, anii 1960
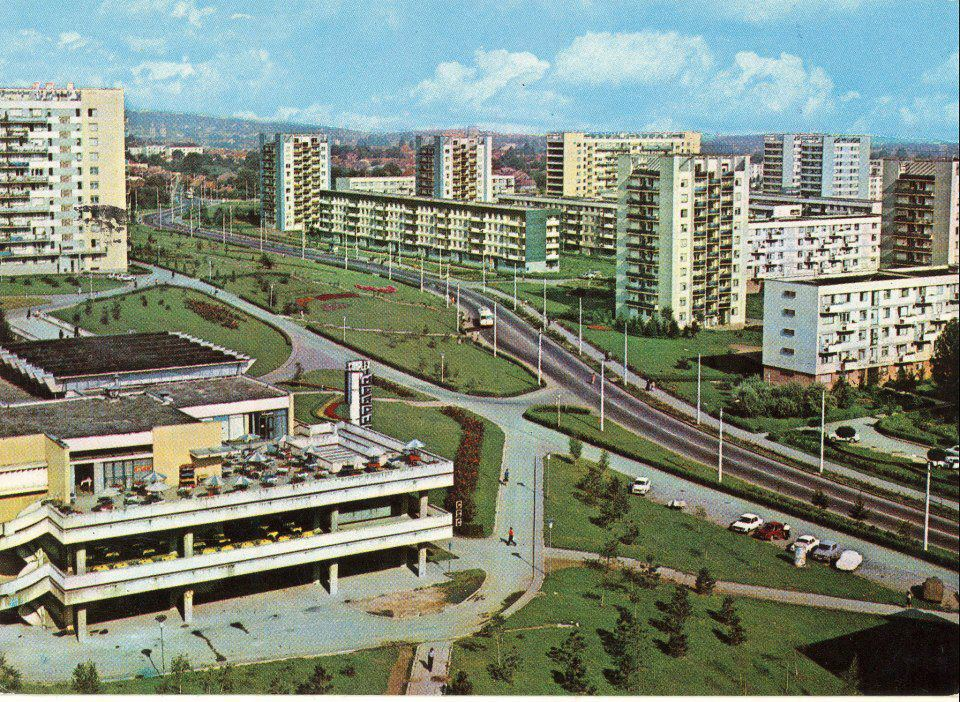
Cartierul Gheorgheni, anii 1960
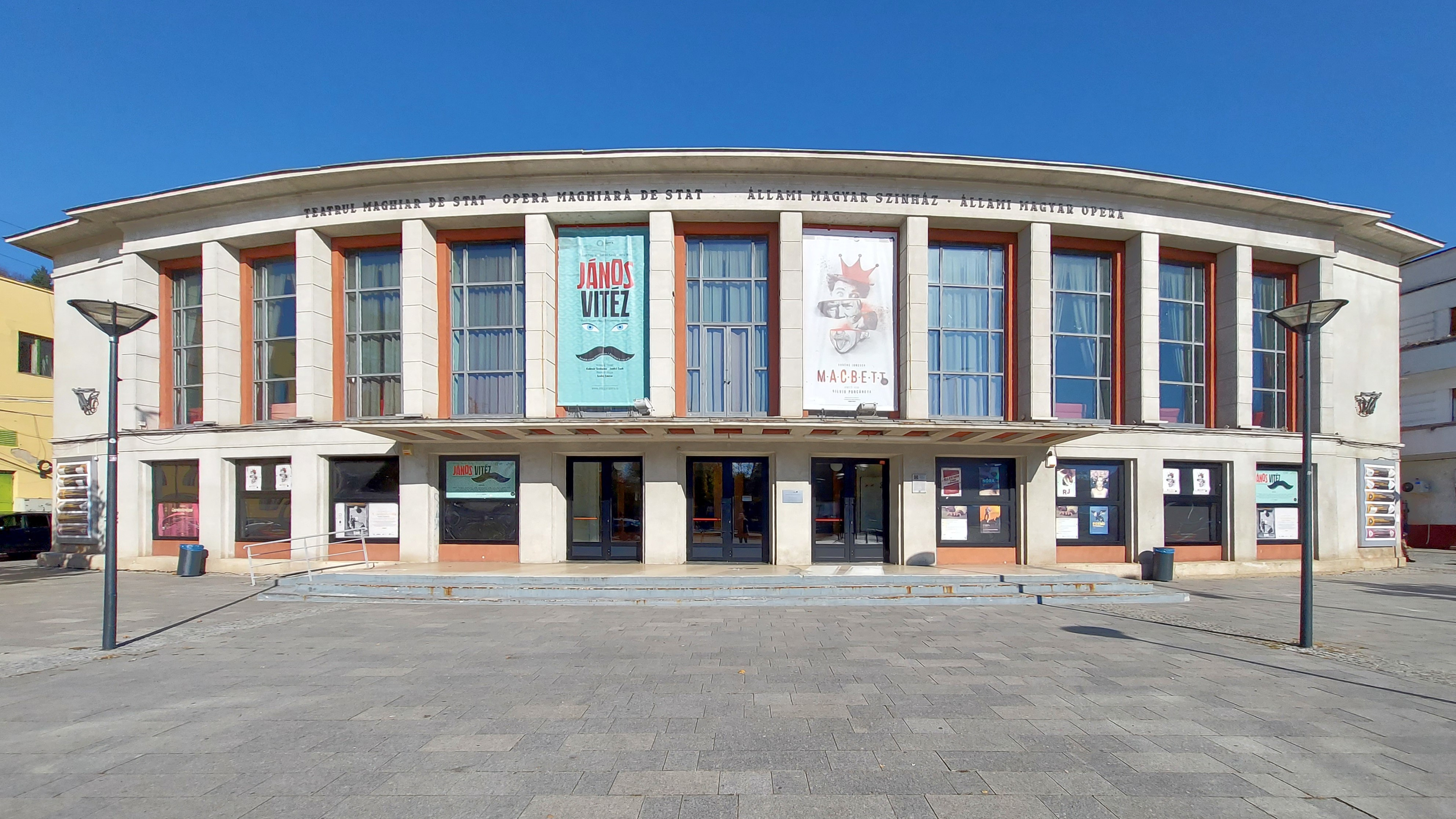
Teatrul Maghiar de Márkus Géza și Spiegel Frigyes (1909-1910), forma curentă de Ioan Paiu și János Sóvágó (1959-1961)
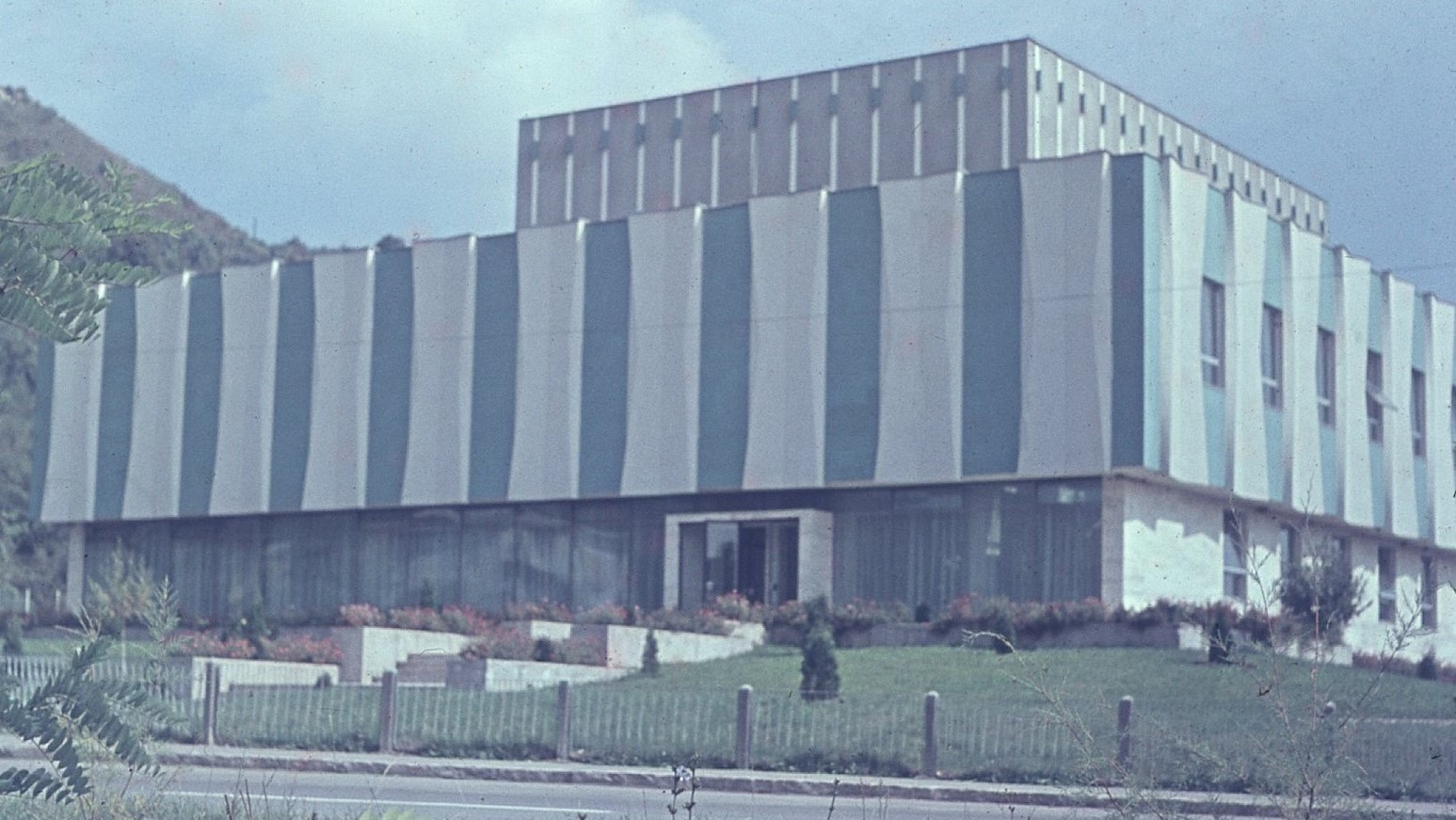
Casa Radio (1967) de Marioara Salvanu
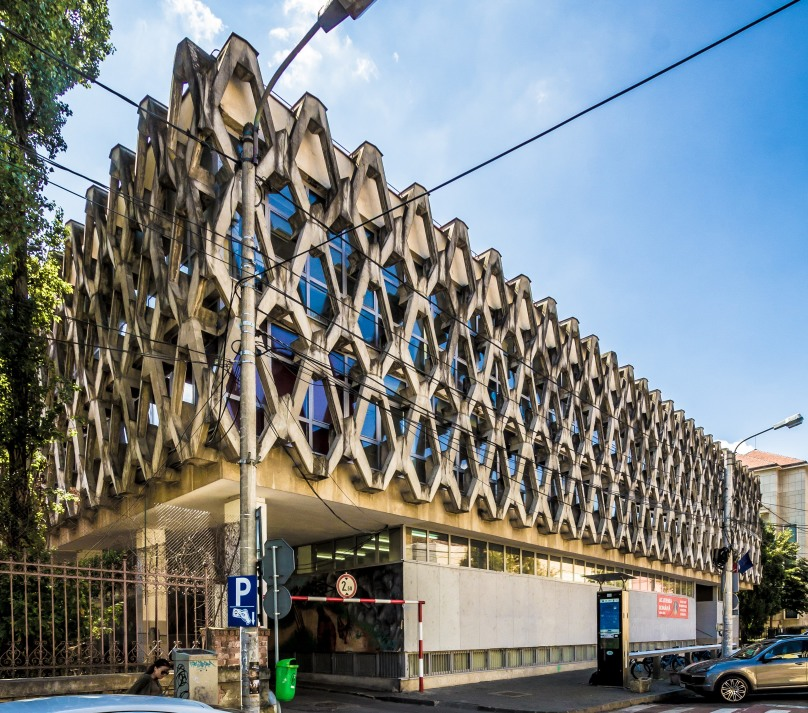
Biblioteca Academiei Române (1976) de Eliza Fierlinger și Radu Spânu, brutalism

În România, în perioada comunistă, la fel ca în celelalte țări ale Europei, au loc mutări masive de populație din mediul rural în cel urban, altfel spus de la sat la oraș. De aceea, regimul comunist decide ridicarea unor cartiere noi de blocuri muncitorești. Mulți români tind să asocieze brutalismul din România anilor 1960 și 1970 cu regimul comunist, numind blocurile din acei ani „blocuri comuniste”. În realitate, arhitectura românească a acelor decenii era adaptată gusturilor și tendințelor vremii, în pas cu moda, clădiri foarte asemănătoare apărând și în Vestul Europei, Statele Unite, Canada, Australia și Japonia.
Și în Cluj apar bineînțeles cartiere noi, cum e Cartierul Grigorescu. Unul dintre cele mai remarcabile exemple de brutalism din Cluj e Biblioteca Academiei Române (1976, de Eliza Fierlinger și Radu Spânu).

## Perioada contemporană (1990-prezent)

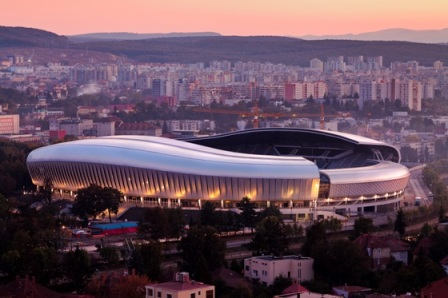
Cluj Arena (2009-2011), de Dico și Țigănaș
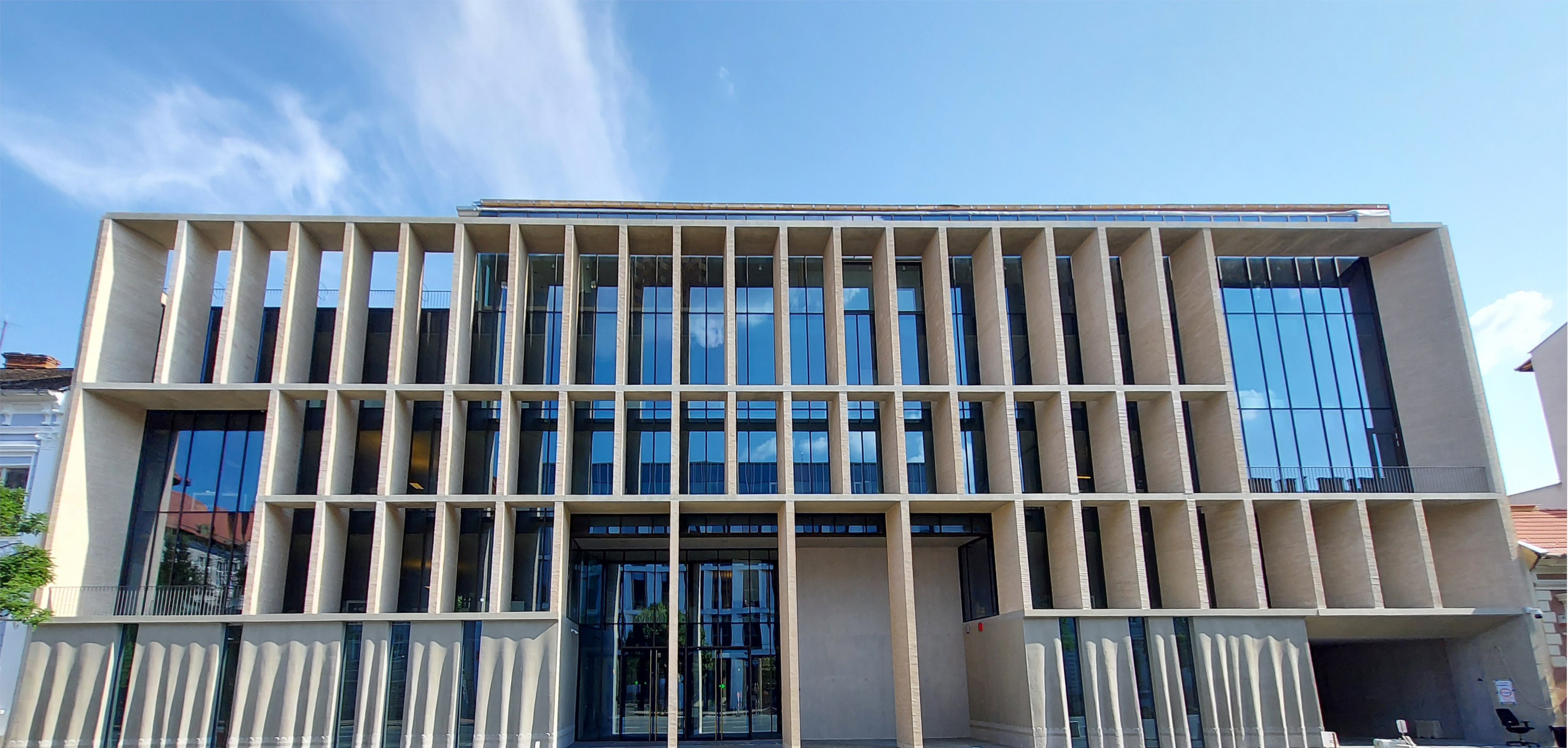
Sediul Băncii Transilvania (2018-2021), de Arnold-Ernő Macalik
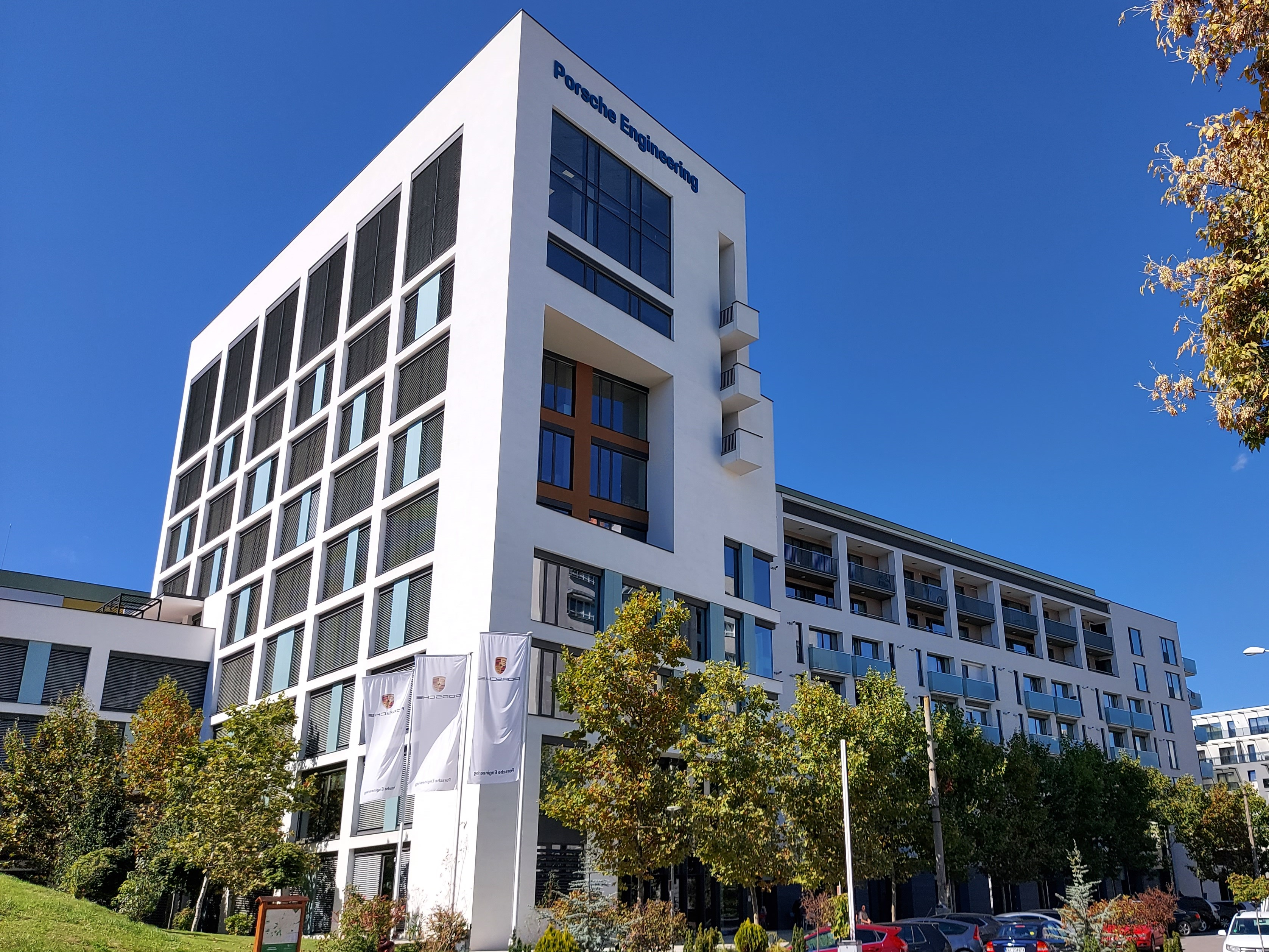
Clădirea Porsche (2018), de BAU si MCUB
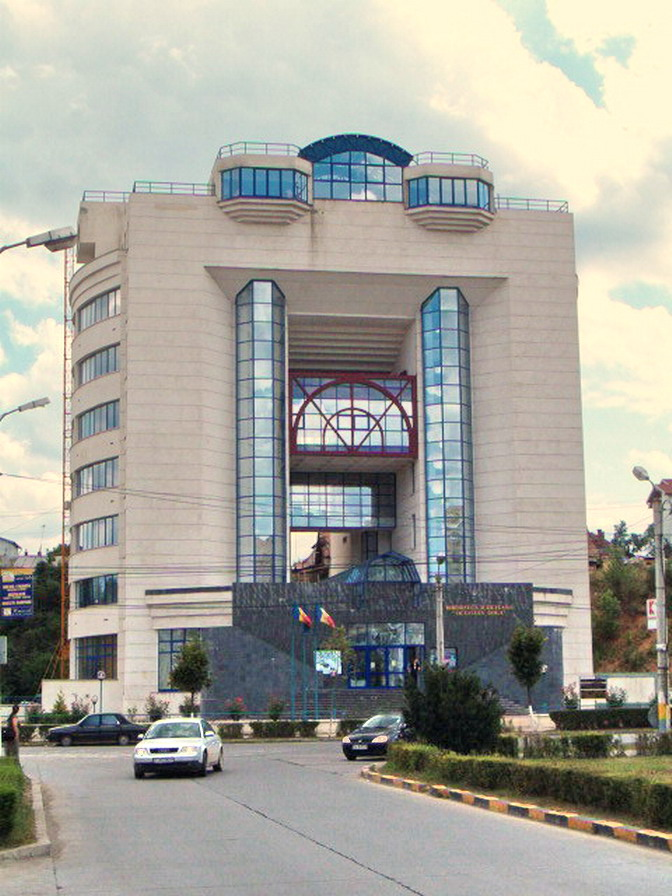
Biblioteca „Octavian Goga” (2002), arhitect necunoscut
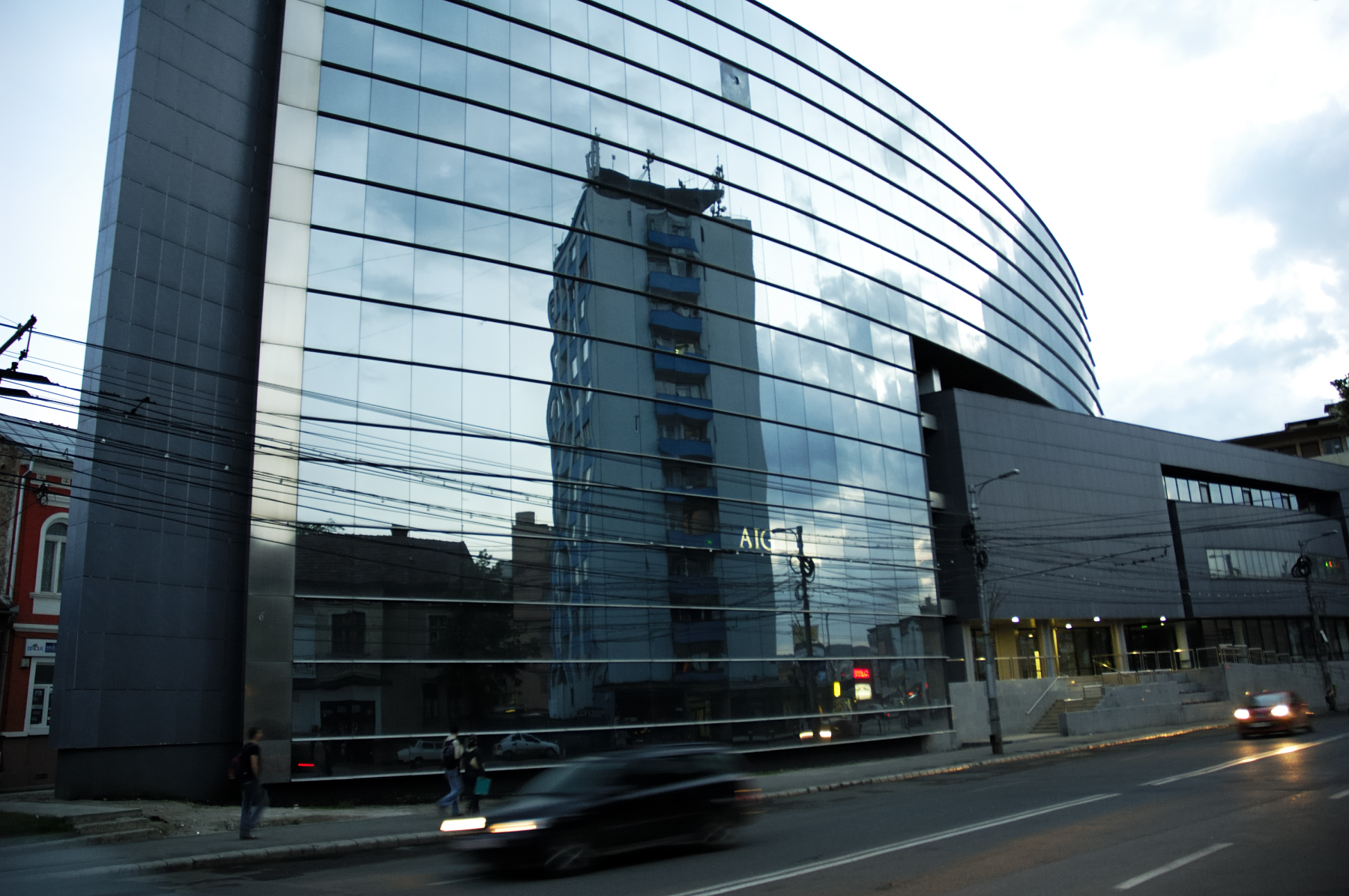
Clădirea „Biscuite” (2005)

Începând cu anul 1989, în Cluj-Napoca a început să se dezvolte arhitectura modernă. Clădiri înalte, din oțel și sticlă, se înalță la orizontul orașului.
Primul sediu de birouri modern a fost sediul Băncii Agricole, clădirea fiind poreclită Clădirea Biscuite. Alte bănci care și-au construit clădiri cu arhitectura modernă în Cluj-Napoca sunt Banca Comercială Română, Banc Post, HVB Țiriac, ABN Amro Bank, UniCredit ș.a.
Totuși, în Cluj-Napoca, pe lângă bănci, există și câteva clădiri construite din inițiativa primăriei municipiului. Cea mai nouă clădire este cea a Bibliotecii Județene Octavian Goga, ce adăpostește și Centrele de Informare ale Uniunii Europene și OTAN. Lucrările la clădire au început în anul 2000 și au fost finalizate în anul 2003. Alte clădiri construite după 1990 din bugetul de stat au fost cea a Grupului de Pompieri Avram Iancu, Aeroportul Internațional Cluj-Napoca și clădirea sucursalei DistriGaz Cluj-Napoca. 
Fiind un centru academic, cu 6 universități de stat (Universitatea Babeș-Bolyai, Universitatea de Artă și Design, Universitatea de Științe Agricole și Medicină Veterinară, Universitatea Tehnică, Universitatea de Medicină și Farmacie, Academia de Muzică "Gheoghe Dima") fondate în oraș și alte câteva private (Universitatea Bogdan Vodă, Universitatea Creștină Dimitrie Cantemir), Cluj-Napoca, dispune și de unele clădiri construite de universități, cum ar fi Facultatea de Științe Politice a UBB, Facultatea de Management a UBV și Facultatea de Drept a UCDC.